# Victor Meirelles
Pour les articles homonymes, voir Vitor Meireles et Meireles.
Victor Meirelles (Nossa Senhora do Desterro, 1832 - Rio de Janeiro, 1903) est un peintre et professeur brésilien.
Victor Meirelles de Lima est d'origine modeste. Son talent est vite reconnu, et il est admis comme étudiant à l'Académie impériale des beaux-arts du Brésil. Il s'est spécialisé dans le genre de la peinture d'histoire, et après avoir remporté le prix de l'Académie pour un voyage à l'étranger, il passe plusieurs années en Europe. Il y peint son œuvre la plus connue, Primeira Missa no Brasil. À son retour au Brésil, il devient l'un des peintres préférés de l'empereur Pierre II, s'inscrivant dans le programme de mécénat du monarque et s'alignant sur sa proposition de renouveler l'image du Brésil par la création de symboles visuels de son histoire.
Il devient un professeur estimé à l'Académie, formant une génération de grands peintres, et poursuit son travail personnel en réalisant d'autres tableaux historiques importants, tels que la Batalha dos Guararapes, Moema et Combate Naval do Riachuelo, ainsi que des portraits et des paysages, où se détachent le Portrait de Dom Pedro II et ses trois Panoramas. À son apogée, il est considéré comme l'un des principaux artistes du Second règne, recevant souvent de grands éloges pour la perfection de sa technique, la noblesse de son inspiration et la qualité globale de ses compositions monumentales, ainsi que pour son caractère irréprochable et son dévouement infatigable à son métier. Il a gagné de nombreux admirateurs au Brésil et à l'étranger, a reçu des décorations impériales et a été le premier peintre brésilien à être admis au Salon de Paris, mais il a également été la cible de critiques acerbes, suscitant de vives controverses à une époque où augmentait le conflit entre les académistes et les premiers modernistes. Avec l'avènement de la République, pour avoir été trop étroitement lié à l'Empire, il tombe dans l'ostracisme, et finit sa vie dans des conditions financières précaires, déjà bien oublié.
L'œuvre de Victor Meirelles appartient à la tradition académique brésilienne, formée par une synthèse éclectique de références néoclassiques, romantiques et réalistes, mais le peintre a également absorbé des influences baroques et nazaréennes. Après une période de relative obscurité, la critique récente l'a rétabli comme l'un des précurseurs de la peinture brésilienne moderne et l'un des principaux peintres du XIXe siècle, étant l'auteur de certaines des plus célèbres reconstitutions visuelles de l'histoire du Brésil, qui restent vivantes dans la culture nationale et sont sans cesse reproduites dans les manuels scolaires et sur divers autres supports.

## Biographie

### Jeunesse

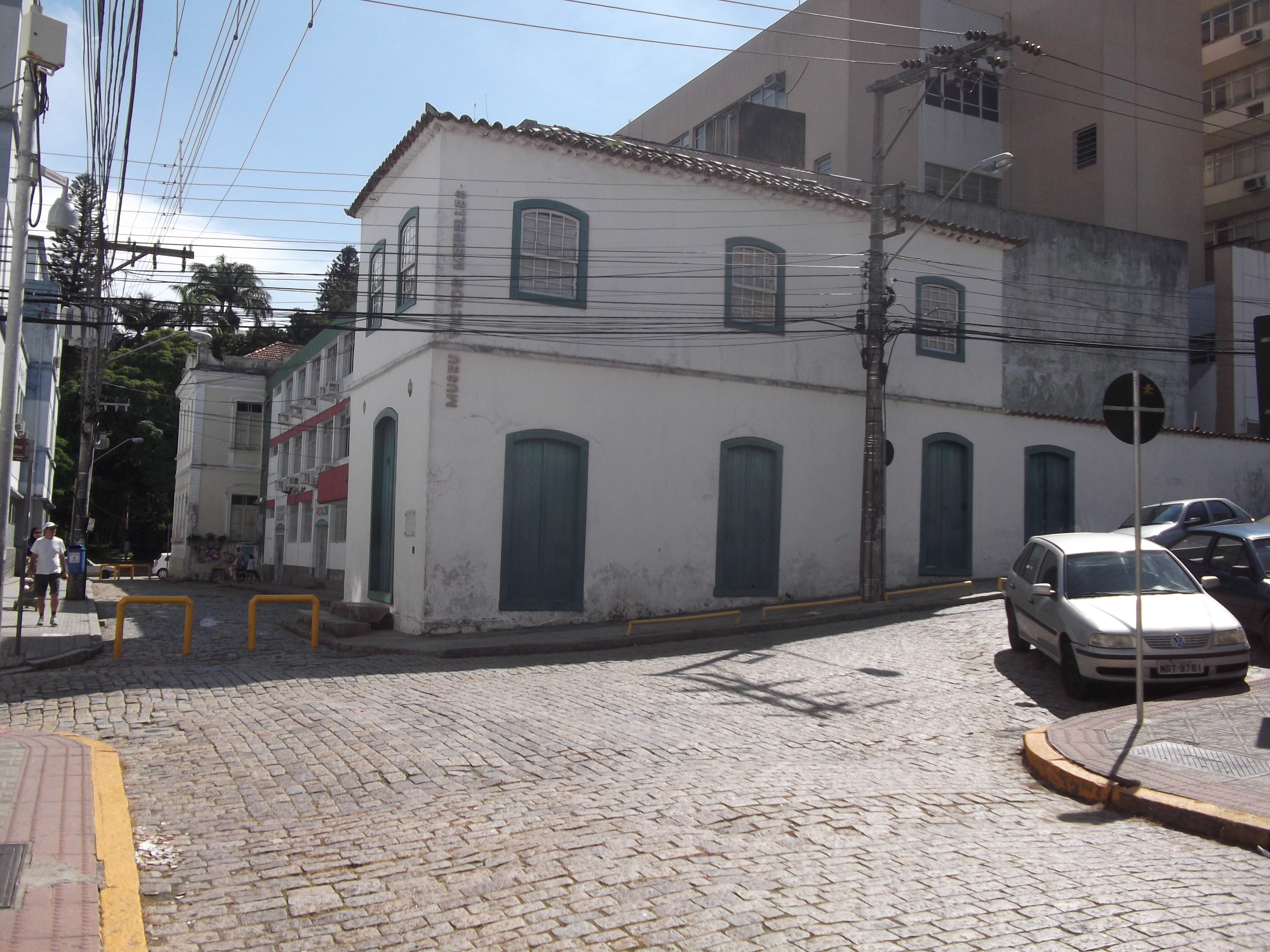
La maison où est né le peintre, aujourd'hui devenue le.

Ses premières années sont obscures et les rares sources fournissent des informations contradictoires. Victor Meirelles de Lima est le fils des immigrants portugais Antônio Meirelles de Lima et Maria da Conceição dos Prazeres, des commerçants qui vivent avec des ressources économiques limitées dans la ville de Nossa Senhora do Desterro (aujourd'hui Florianópolis). Il avait un frère, Virgílio. On rapporte qu'à l'âge de cinq ans, il a commencé à recevoir une éducation en latin, en portugais et en arithmétique, mais le jeune Victor passe son temps libre à dessiner des poupées et des paysages de son île de Santa Catarina et à copier des images étrangères qu'il trouvait dans des gravures et des brochures.

« Quand il avait cinq ans, ses parents l'ont envoyé à l'école royale et il était si petit que le professeur l'asseyait sur ses genoux pour lui donner de meilleures leçons. Lorsqu'il est rentré chez lui, son passe-temps était le vieux cosmorama qu'Antonio Meirelles avait acheté à très bas prix et, curieux comme il l'était, il le réparait chaque fois que son fils cassait une des pièces, ce qui était fréquent. À l'âge de dix ans, il n'a pu échapper à l'estampe lithographiée de Victor : il en a copié autant qu'il en a eu entre les mains. Et quiconque passait en fin d'après-midi devant la boutique d'Antonio Meirelles sur la Rua da Pedreira, anciennement Rua dos Quartéis Velhos, à l'angle de la Rua da Conceição, voyait invariablement le petit penché sur le comptoir en train de griffonner, quand ce n'était pas des caricatures des clients eux-mêmes, qui s'y réunissaient pour admirer les infaillibles deux doigts de prose. »

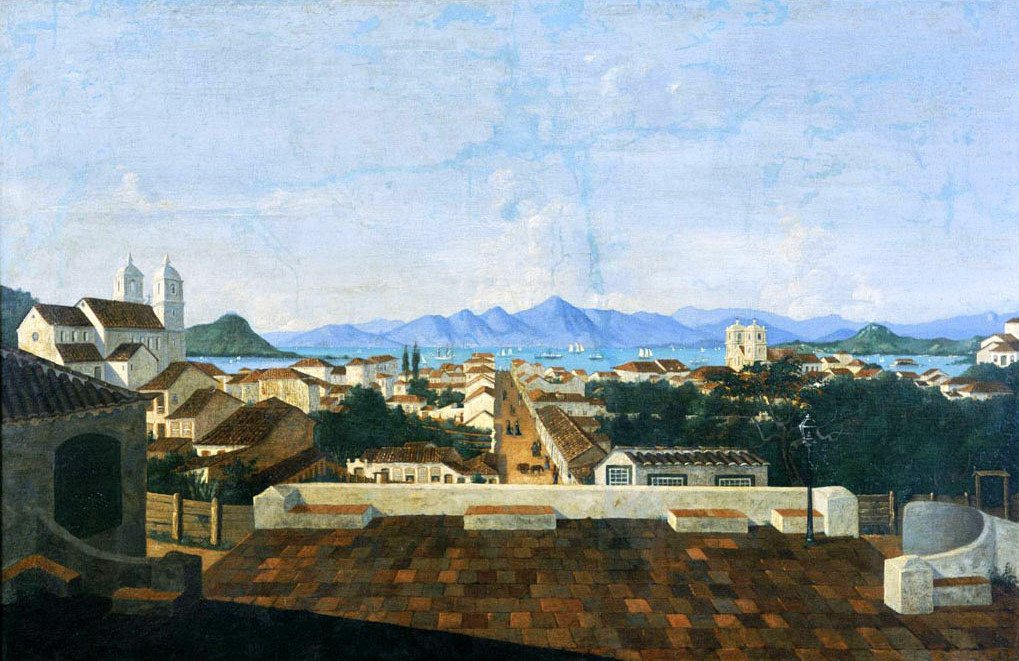
(1847,.

En 1843, alors qu'il a entre 10 et 11 ans, il commence à recevoir l'enseignement du père Joaquim Gomes d'Oliveira e Paiva, qui lui enseigne le français et la philosophie et approfondit sa connaissance du latin. Son talent précoce est remarqué et encouragé par sa famille et les autorités locales, et en 1845, il commence à suivre des cours réguliers avec un professeur de dessin géométrique, l'ingénieur argentin Mariano Moreno, qui était docteur en droit et en théologie, ainsi que journaliste, homme politique et ancien secrétaire du premier Conseil de gouvernement des Provinces-Unies du Río de la Plata, jouant, selon Teresinha Franz, « un rôle important dans la construction de l'identité argentine ». En même temps, il termine probablement ses études générales au Collège des Jésuites, qui dispense des cours de latin, de français, de philosophie, d'histoire élémentaire, de géographie, de rhétorique et de géométrie, et il est possible qu'il soit entré en contact avec des artistes itinérants qui documentaient la nature et les populations locales.
Certains de ses dessins sont vus et appréciés par Jerônimo Coelho, conseiller de l'Empire, qui les montre au directeur de l'Académie impériale des beaux-arts du Brésil de l'époque, Félix-Émile Taunay. Le directeur accepte immédiatement le jeune homme, alors âgé de quatorze ans, comme élève de l'institution. Transféré à Rio de Janeiro en 1847, il commence à suivre le cours de dessin, ses premières dépenses étant financées par un groupe de mécènes. Il est l'élève de Manuel Joaquim de Melo Corte Real (pt), Joaquim Inácio da Costa Miranda (pt) et José Correia de Lima (pt), qui a lui-même étudié avec le classiciste Jean-Baptiste Debret. Dès l'année suivante, il remporte une médaille d'or. Les premières de ses œuvres connues datent de cette époque,,,. En 1849, il étudie à l'Académie, en particulier la peinture historique, genre dans lequel il obtient ses plus grands succès. On dit de Meirelles qu'il était un élève brillant, excellant dans toutes les matières. En 1852, il remporte le prix d'un voyage en Europe avec le tableau São João Batista no Cárcere (Saint Jean-Baptiste en prison).

### Études en Europe

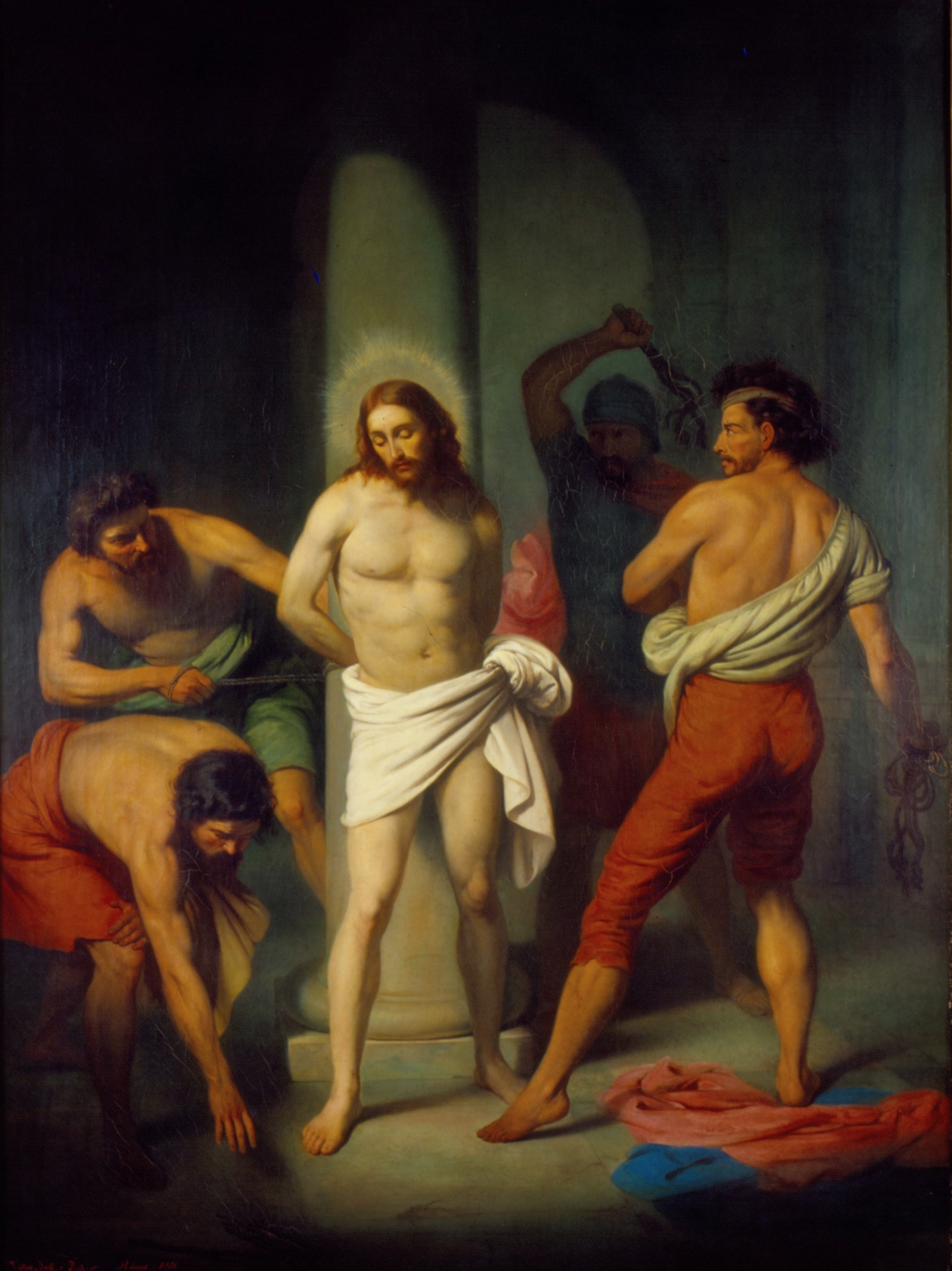
(1856, Musée national des Beaux-Arts du Brésil), toile réalisée pendant son séjour en Europe en tant que membre de l'Académie, ce qui lui a valu une prolongation de sa bourse.

À l'âge de 21 ans, Victor Meirelles débarque au Havre, en France, en juin 1853. Il passe brièvement par Paris, puis s'installe à Rome, sa destination initiale. Il y rencontre deux autres élèves de l'Académie qui s'y perfectionnent, Agostinho José da Mota et Juan León Pallière, qui lui font découvrir le milieu artistique de la ville et le conseillent sur les maîtres à rechercher. Il entre d'abord dans la classe de Tommaso Minardi, qui, malgré sa renommée, suit une méthode trop austère, où les élèves restent excessivement subordonnés aux préceptes, sans possibilité de développer leurs propres idées. Il quitte donc la classe et s'inscrit à l'atelier de Nicola Consoni, membre de l'Académie Saint-Luc. Consoni est également rigoureux, mais Meirelles fait bon usage des séances de modèle vivant, essentielles pour le raffinement du dessin anatomique de la figure humaine, un élément essentiel dans le genre de la peinture d'histoire, le plus prestigieux du système académique. Parallèlement, il pratique l'aquarelle et entre en contact avec la vaste collection d'art ancien de la capitale italienne. Dans un deuxième temps, il s'installe à Florence, où il apprend à connaître les musées locaux et est fortement impressionné par l'art de Véronèse. Pour étudier, il copie les œuvres du maître, ainsi que celles d'autres personnalités remarquables, comme le Titien, le Tintoret et Lorenzo Lotto. Comme l'exige l'Académie, il envoie régulièrement ses œuvres et ses copies au Brésil comme preuve de ses progrès. Ses performances étaient si bonnes que le gouvernement brésilien a décidé de renouveler en 1856 sa bourse pour trois années supplémentaires, en plus d'indiquer à l'artiste une liste de nouvelles études spécifiques qu'il devrait remplir,,.

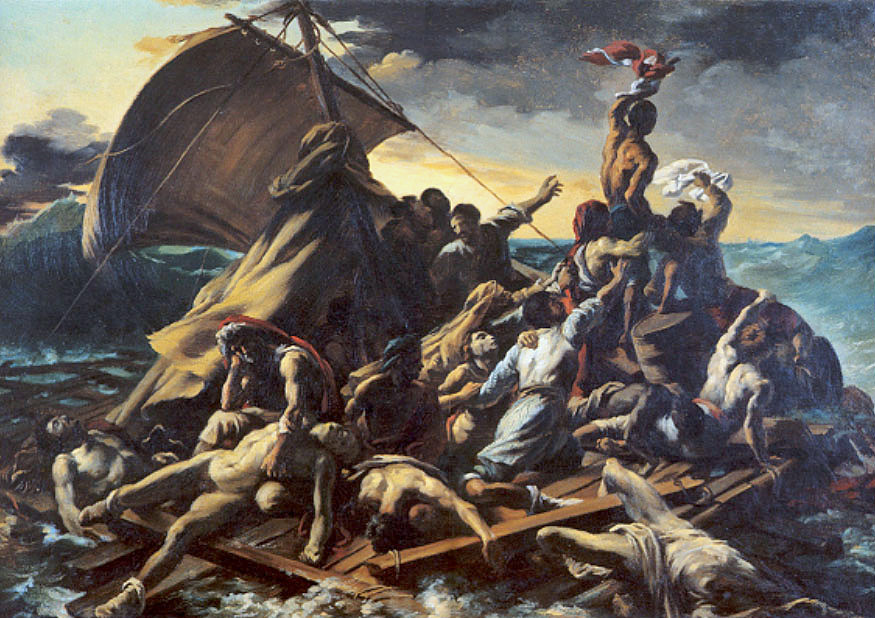
(c. 1857-1858,), copie de l'original de Théodore Géricault.

Ainsi, en 1856, il se rend à Milan et peu après à Paris. Il tente, sur la recommandation de Manuel de Araújo Porto-Alegre, alors directeur de l'Académie et son principal mentor, d'être admis comme élève de Paul Delaroche, mais le maître meurt subitement. Il cherche alors d'autres conseils, qu'il trouve auprès de Léon Cogniet, peintre romantique, membre de l'École des Beaux-Arts de Paris et référence pour les étrangers qui vont étudier en Europe. Il étudie ensuite avec Andrea Gastaldi, qui a presque le même âge que Meirelles, mais a une vision plus avancée de l'art et lui donne un enseignement important sur les couleurs. Sa routine, selon les rapports, est presque monastique, se consacrant entièrement à l'art, et ses études sont considérées comme si bonnes que sa bourse est de nouveau prolongée, pour deux années supplémentaires. À cette époque, sa production est nombreuse, avec notamment Primeira Missa no Brasil (Première messe au Brésil), exécutée entre 1858 et 1861, qui est acceptée au prestigieux Salon de Paris de 1861 et lui vaut les félicitations du jury — un exploit sans précédent pour un artiste brésilien, qui a eu une résonance très positive dans son pays,,.

### Retour au Brésil et consécration

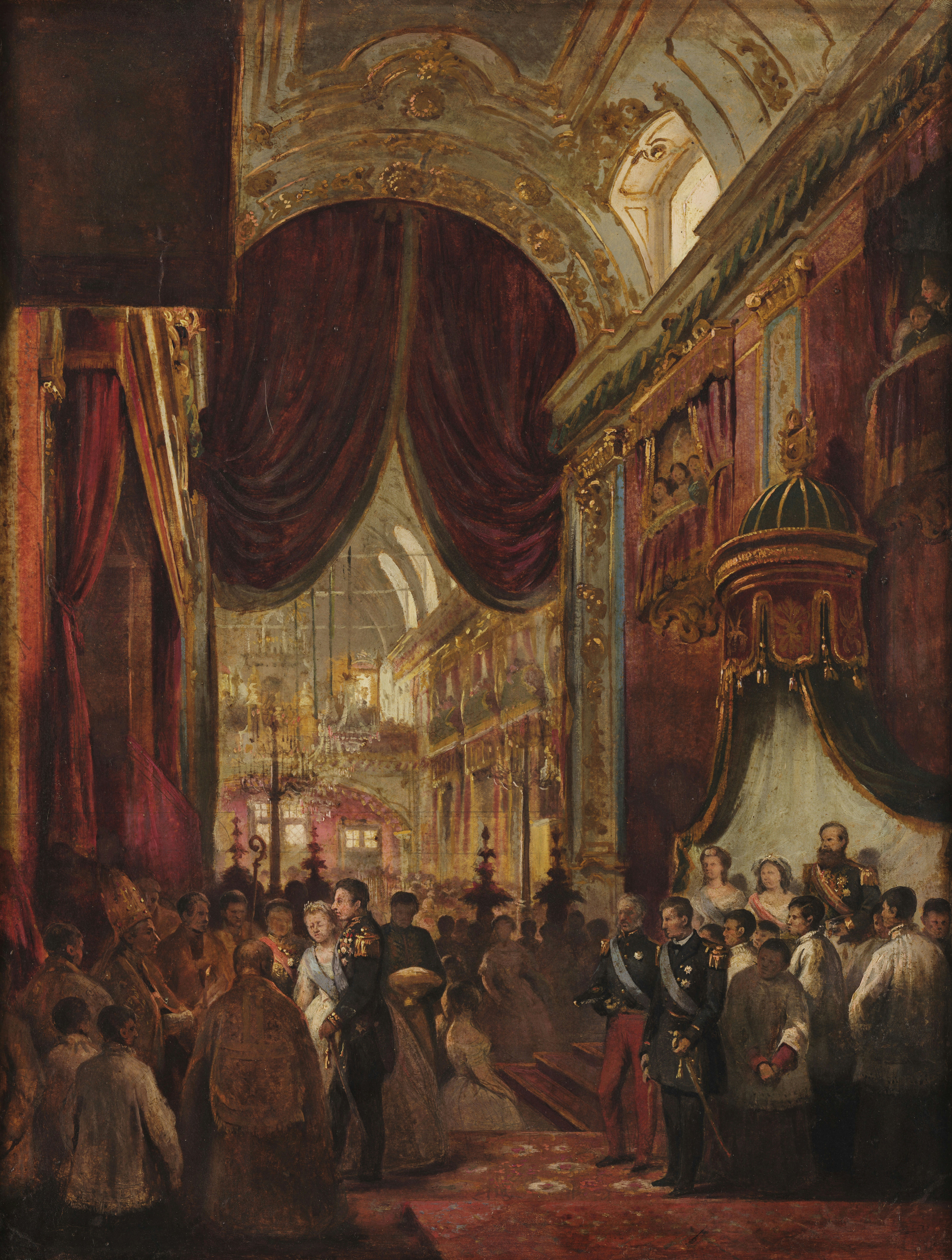
(c. 1864, Musée national des Beaux-Arts du Brésil).

La même année, sa bourse d'études prend fin et Meirelles doit revenir, déjà célébré comme un grand artiste. Il expose la Première Messe et, parmi de nombreux honneurs, est fait chevalier de l'Ordre impérial de la Rose par l'empereur Pierre II. Peu après, il se rend à Santa Catarina pour rendre visite à sa mère, son père étant décédé pendant son séjour en Europe,. Il y reste quelque temps et retourne à Rio, où il est nommé professeur honoraire de l'Académie, promu peu après professeur intérimaire, puis titulaire de la chaire de peinture d'histoire. Les témoignages d'étudiants déclarent leur respect pour l'artiste, attestant de son caractère irréprochable et de son grand dévouement à l'enseignement, étant considéré comme un professeur attentif et patient, réellement intéressé par les progrès de ses disciples. Tandis que sa renommée s'est consolidée, de cette période date Moema, l'une des œuvres les plus connues de l'indianisme brésilien, mais qui, lors de sa première exposition, n'a pas suscité d'intérêt. Néanmoins, il reçoit des commandes de la famille impériale, peignant le Casamento da Princesa Isabel (Mariage de la princesse Isabel) et un portrait de l'empereur en 1864, ainsi que des portraits de membres de la noblesse et d'hommes politiques,. En 1864, il est décoré de l'Ordre du Christ. Il se fait également connaître pour son dévouement aux causes nationales, ce qui lui vaut d'être engagé en 1868 par le gouvernement pour réaliser des peintures sur la guerre du Paraguay, qui bat son plein, dans un contrat qui l'honore et lui offre une bonne rémunération.

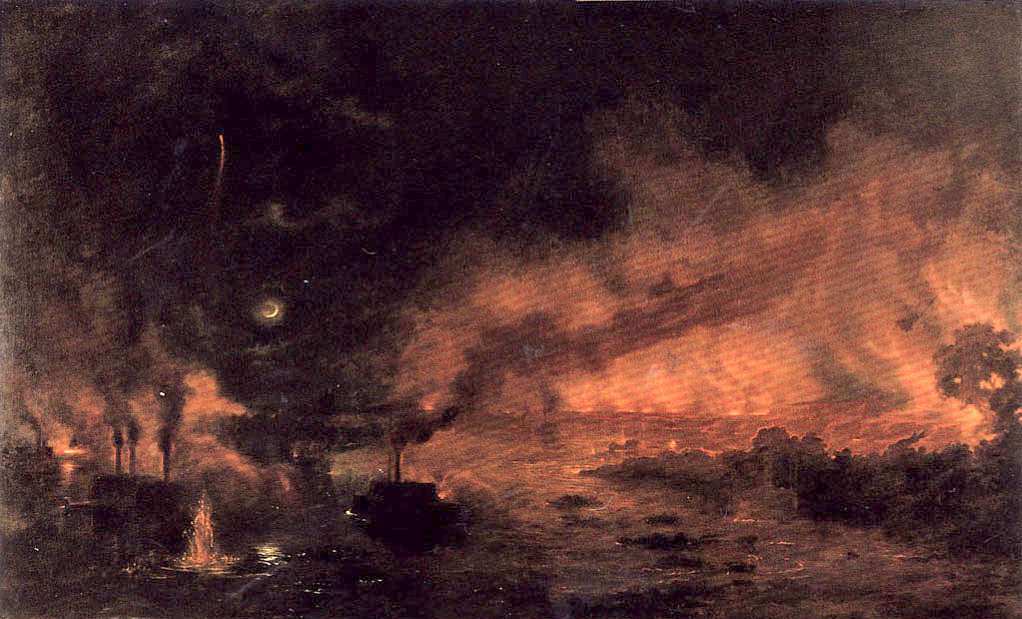
(1868-72, Musée historique national).

Meirelles se rend immédiatement dans la région du conflit pour recueillir des impressions sur le paysage et l'environnement militaire. Il installe un studio à bord du navire Brasil, le capitaine de la flotte brésilienne, et y passe des mois à élaborer des croquis pour ses œuvres. De retour à Rio, il occupe un espace dans le couvent de Santo Antônio (pt), qu'il transforme en atelier, et se lance dans son travail, s'isolant du monde. Cet effort a abouti à deux de ses œuvres les plus importantes, toutes deux de grandes dimensions : le Passagem de Humaitá et le Combat naval de Riachuelo. Alors qu'il se consacre à ces travaux, il reçoit la visite de la famille impériale, avec laquelle il est resté en contact, ce qui donne lieu à de nouvelles peintures et à la soumission du Combat naval pour représenter le Brésil dans une foire internationale organisée aux États-Unis. À son retour de l'exposition, l'œuvre a été endommagée,.

(1875, Musée impérial du Brésil).

En 1871, il peint le Juramento da Princesa Regente (Serment de la Princesse Régente), l'année suivante il est fait commendataire de l'Ordre de la Rose, et en 1875, il commence les esquisses d'une autre grande œuvre historique, la Batalha dos Guararapes, acceptant un projet qui avait été refusé par Pedro Américo, qui préférait travailler sur la Batalha do Avaí. Comme il l'avait fait auparavant, il se rend dans la région où se déroule le conflit pour concevoir la composition avec plus de vérité. Les deux batailles sont exposées au Salon de 1879, les deux artistes recevant le Grand Prix et le titre de dignitaires de l'Ordre de la Rose, mais elles déclenchent la plus grande controverse esthétique à ce jour au Brésil. Si certains reconnaissent leurs capacités superlatives, les saluant comme des génies et des héros, d'autres les accusent de plagiat et de passéisme. C'est ainsi que deux partis se forment, l'un soutenant Meirelles et l'autre Américo, dans la dispute pour savoir laquelle des deux batailles est la plus parfaite. Le public profane s'engage également et la discussion occupe les journaux et les magazines pendant des mois, mais malgré les nombreux applaudissements, les critiques également nombreuses lui pèsent énormément, le jetant dans un état de mélancolie qui, entre hauts et bas, l'accompagne apparemment jusqu'à la fin de sa vie,,.

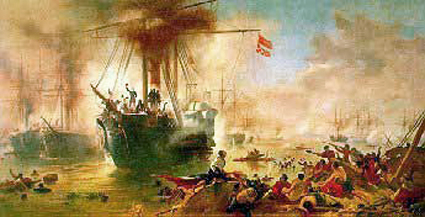
Deuxième version du Combat naval de Riachuelo (entre 1882 et 1883, Musée historique national).

En 1883, il est de retour en Europe, où il réalise une nouvelle version du tableau perdu Combat naval de Riachuelo, et en Belgique, il commence, en 1885, l'exécution du Panorama do Rio de Janeiro, une vue prise depuis la colline Santo Antônio. Pour ce faire, il bénéficie de l'aide du Belge Henri Langerock, avec qui il fonde une société de panoramas, un genre qui se popularise alors rapidement dans diverses techniques et qui peut représenter un bon profit pour les artistes en faisant payer des droits d'entrée. En 1887, le tableau est exposé à Bruxelles, à l'aide d'un cylindre rotatif qui permet aux spectateurs de contempler les vues à 360 degrés. L'œuvre est inaugurée en présence de la famille royale belge et d'un grand nombre de nobles et d'autorités, et est visitée par environ 50 000 personnes, avec un grand retentissement dans la presse. À cette époque, son partenariat avec Langerock est rompu et ce dernier le poursuit pour de prétendues pertes financières, mais l'affaire est tranchée en faveur de Meirelles. En 1889, le panorama est exposé à l'Exposition universelle de Paris, où il reçoit une médaille d'or et d'autres éloges de la presse et du public, mais en raison d'un défaut dans la programmation de l'événement et de la concurrence de nombreuses autres attractions, notamment des panoramas d'autres artistes, sa fréquentation reste négligeable,.

### Dernières années
En 1889, avec la proclamation de la république au Brésil, les artistes officiels de la monarchie sont persécutés politiquement et, en 1890, Victor Meirelles est prématurément renvoyé de l'Académie impériale, devenue l'École nationale des beaux-arts. À seulement 57 ans, on le dit trop vieux. Pendant un an, il a un poste de professeur au lycée des arts et métiers de Rio de Janeiro, mais à partir de 1891, à nouveau au chômage, il installe son Panorama de Rio dans une rotonde spécialement construite pour lui près du palais impérial de Rio de Janeiro, où il fait payer 1 000 réis (pt) par visiteur. Selon les rapports de l'époque, au cours de sa première année d'exposition, l'œuvre a été visitée par quelque 70 000 personnes, mais il s'agit peut-être d'une exagération de la publicité. Un peu plus tard, il offre l'accès aux écoliers ainsi que du matériel didactique détaillé complémentaire à l'œuvre, soucieux de la bonne éducation de la population,. En 1893, le gouvernement envoie une représentation à l'Exposition universelle de Chicago, où la Première Messe et le Panorama de Rio sont exposés avec un grand succès. La même année, il fonde une école de peinture avec Décio Villares et Eduardo de Sá, mais les cours ferment après quelques mois,

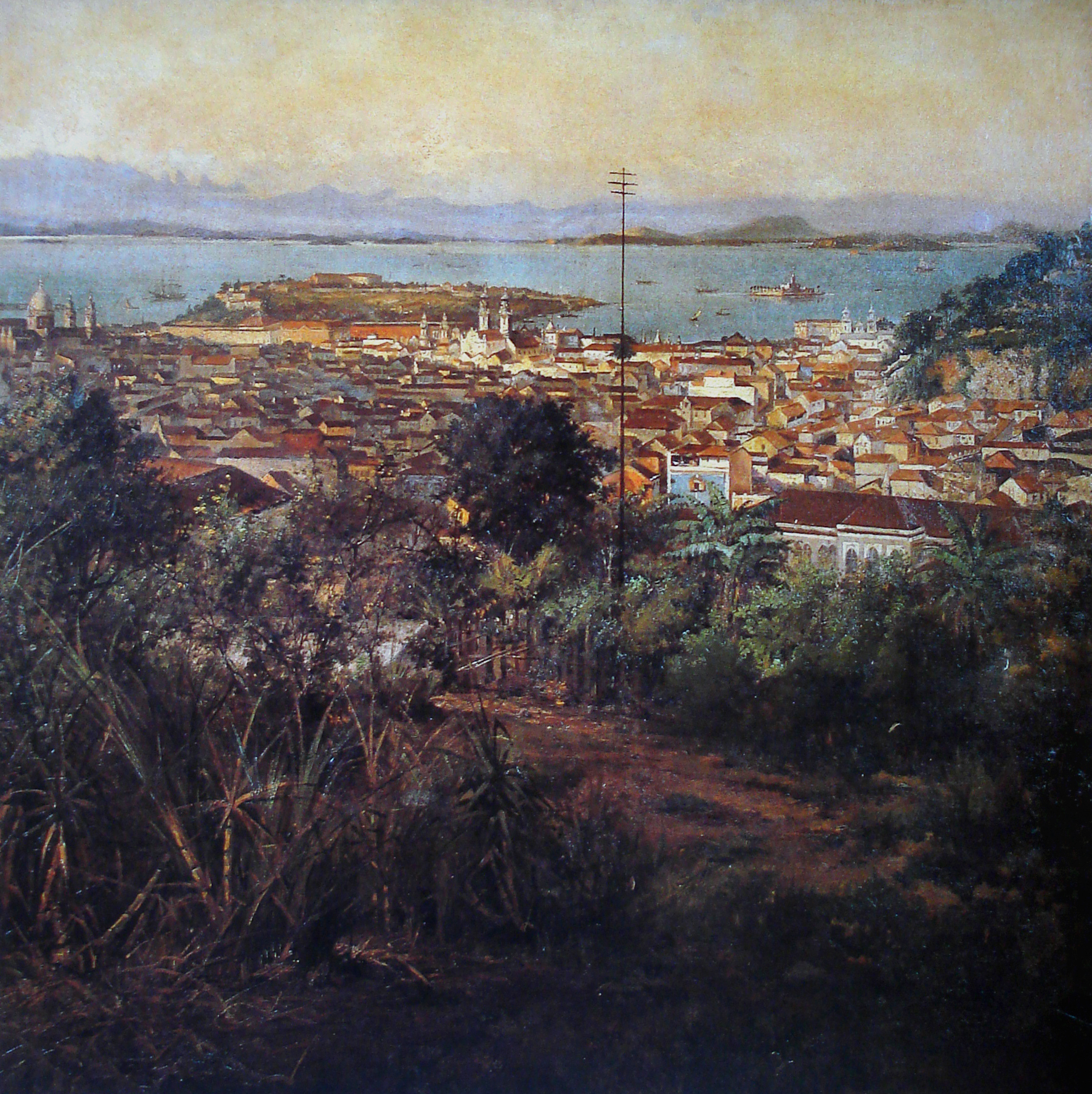
Étude pour le Panorama de Rio (c. 1885, Musée national des Beaux-Arts du Brésil).

Sa deuxième composition panoramique apparaît en 1896, un vaste paysage de 115 mètres de large sur 14,5 mètres de haut, représentant l'entrée de la flotte légaliste dans la baie de Guanabara, un épisode de la révolte de l'Armada de 1894, qu'il a réalisé pratiquement sans aucune aide, dans un effort monumental, et presque sans aide aussi pour les tâches administratives de l'exposition, les contacts, la recherche de sponsors. Sans emploi stable, Meirelles vit essentiellement des revenus des visites des panoramas ; lorsque le gouvernement exige, en 1898, qu'il démantèle la rotonde, il connaît de graves difficultés financières et survit grâce à l'aide d'amis. En 1900, son Panorama do Descobrimento do Brasil (Panorama de la découverte du Brésil), encore incomplet, est exposé dans le cadre de l'exposition du IV Centenaire de la Découverte, comme dernière tentative de relance de sa carrière, ainsi que le mentionne Mário Coelho. L'exposition est inaugurée en présence du président Manuel de Campos Sales, qui qualifie l'œuvre d'extraordinaire, mais Meirelles n'est plus considéré comme un artiste majeur. Il installe un autre pavillon d'exposition dans une ferme de l'ancien séminaire de São José, à l'arrière du couvent du Carmel, mais les panoramas ne sont plus d'actualité et attirent de moins en moins de monde. Il nourrit encore l'idée de les exposer à nouveau en Europe, cherchant à intéresser le gouvernement, mais le projet n'aboutit pas. L'artiste finit par faire don de ces grands tableaux au Musée national, ainsi que de nombreux dessins et études, mais ils sont gâchés et perdus des années plus tard en raison de la négligence de l'institution.
Désenchanté, pauvre et abandonné, au matin d'un dimanche de carnaval, le 22 février 1903, Victor Meirelles s'éteint à l'âge de 71 ans dans la petite maison où il vivait. L'artiste était marié à Rosália Fraga, qui avait déjà un fils d'une précédente union, qu'il a adopté, mais il n'a laissé aucune descendance directe et on ne sait rien de sa vie privée. Sa veuve a fait don de ses biens à l'École nationale des beaux-arts, qui a organisé une exposition posthume en son honneur,. Sa veuve est morte peu après, la même année.
Selon son biographe Carlos Rubens, peu avant sa mort, Meirelles aurait dit à un ami et ancien disciple que s'il avait une seconde chance, il ferait prendre d'autres chemins à sa vie, ce à quoi l'ami aurait répondu : « Et quels autres chemins te mèneraient à la Première Messe ? » Comme l'histoire le montre, sa renommée actuelle repose principalement sur cette grande composition.

## Œuvre

### Contexte et style

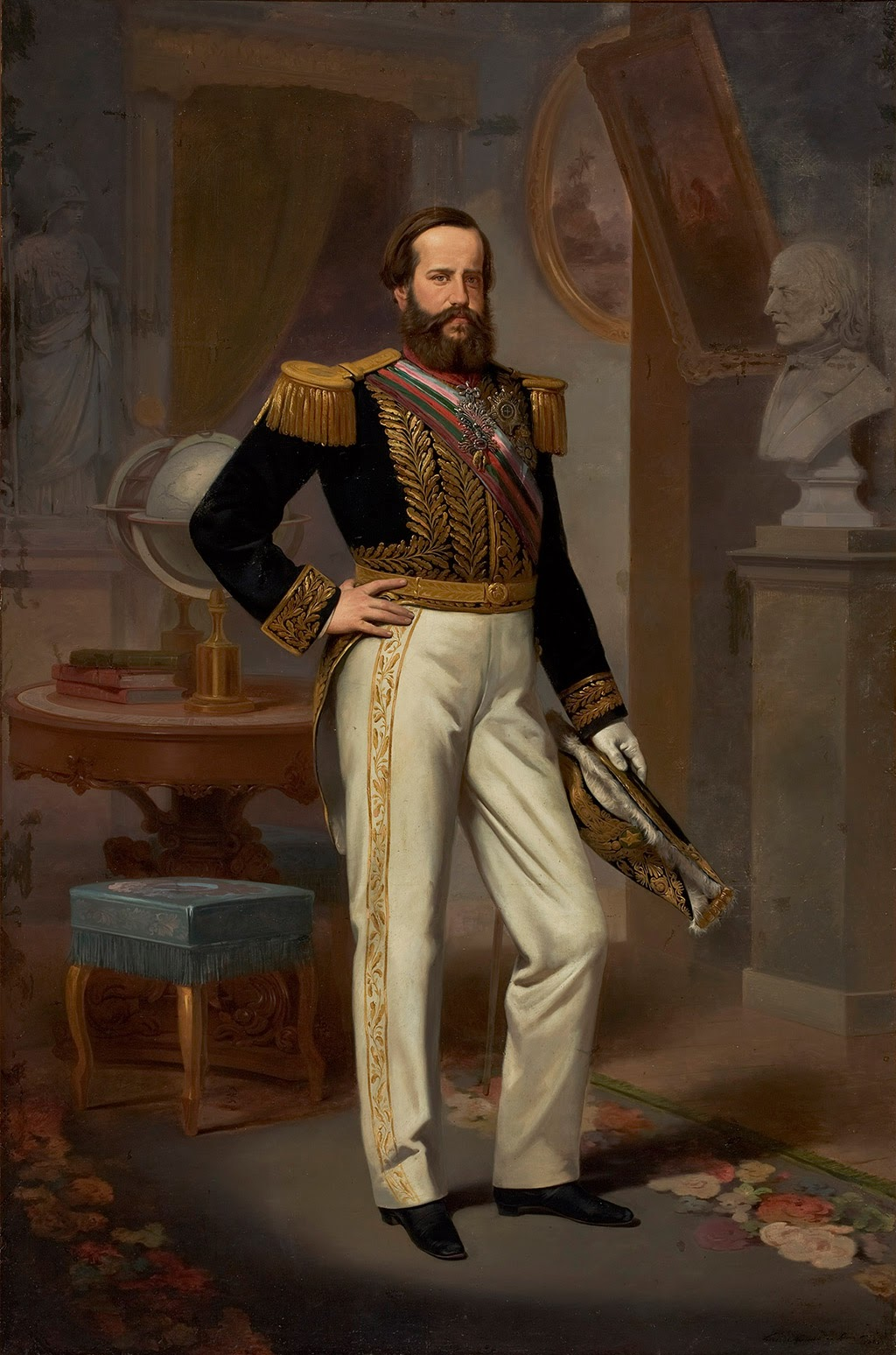
(1864, musée d'art de São Paulo).

Victor Meirelles s'est épanoui à un moment critique de l'histoire nationale. Indépendant depuis quelques années, le pays a cherché à consolider sa position parmi les grandes nations grâce à un programme de modernisation, où la motivation nationaliste était évidente et où le soutien aux arts était indispensable en tant que témoignage et propagande des progrès réalisés en tant que civilisation cultivée et en tant que puissance militaire régionale. Mais à l'époque, un imaginaire symbolique capable d'agréger les forces du peuple et des élites autour d'un sentiment d'identité nationale ne s'était pas encore formé. Dans cette construction, savamment orchestrée par le gouvernement, la performance de peintres comme Victor Meirelles a été fondamentale,,.
L'Académie impériale, où Meirelles a été éduqué, était l'un des bras exécutifs de ce programme civilisateur, qui cherchait également à s'éloigner du souvenir de l'époque coloniale sous le joug portugais par l'affiliation à d'autres modèles de culture, tels que la France et l'Italie, vers lesquels les pensionnaires se dirigeaient pour se perfectionner. En même temps que, sur le plan culturel, la dépendance à l'égard de l'inspiration étrangère restait inéluctable, des éléments typiquement brésiliens, comme l'indien, étaient réintégrés, loués et mélangés à des références européennes comme faisant partie des racines locales nécessaires à la légitimation de la culture nationale, dans une synthèse non dénuée de contradictions,,, Teresinha Franz explique :

« Il n'y a pas eu de prise de conscience claire des difficultés de transposer au Brésil, pays en formation, des modèles importés de pays comme la France. Le Brésil était constitué d'une société culturellement et artistiquement peu complexe, dont l'élite intellectuelle, séduite par la culture européenne, ne pouvait percevoir à quel point il était problématique pour cette culture de s'enraciner et de se développer librement dans une société encore en pleine croissance. »

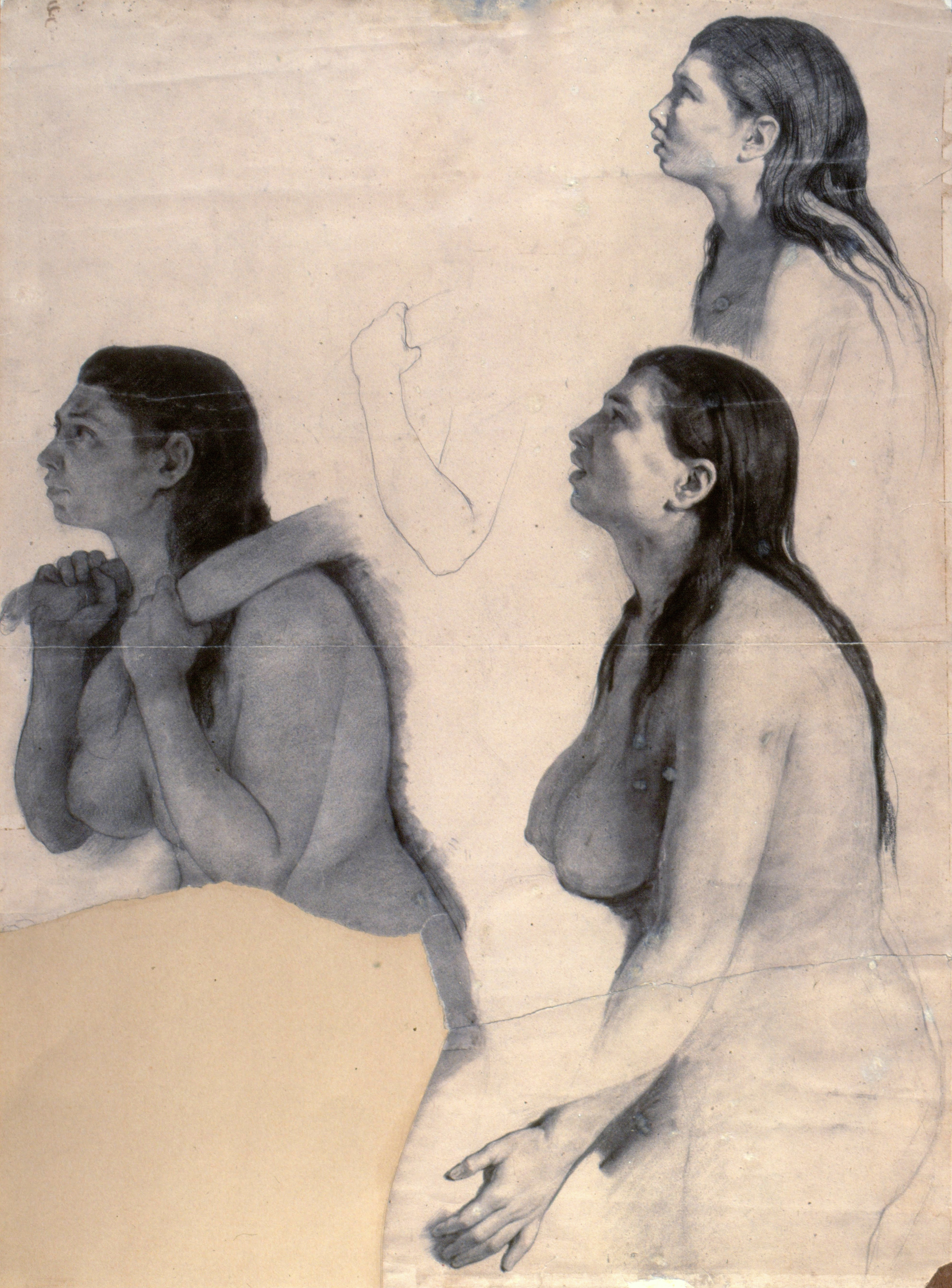
Étude pour la fin (crayon, c. 1859, musée national des Beaux-Arts du Brésil).

Symptomatiques de l'intentionnalité et, dans une certaine mesure, de l'artificialité de ce nationalisme inventé par les élites, les circonstances de l'élaboration du premier chef-d'œuvre de Victor Meirelles, la Première Messe au Brésil. Pendant sa création, Meirelles est resté en contact par correspondance avec le directeur de l'Académie de l'époque, Manuel de Araújo Porto-Alegre, qui servait de porte-parole de l'idéologie officielle et orientait le travail du peintre sous divers aspects, ce qui s'est d'ailleurs produit pendant toute sa période d'étudiant. Et c'est à la bibliothèque Sainte-Geneviève, à Paris, qu'il a trouvé du matériel d'étude sur l'« Indien brésilien », et non au Brésil, où les Indiens avaient depuis longtemps été chassés vers des régions éloignées, décimés ou acculturés. Il y étudie la documentation et les dossiers ethnographiques sur les indigènes laissés par les naturalistes, et c'est là aussi qu'il découvre la Lettre de Pero Vaz de Caminha, considérée comme « l'acte de naissance du Brésil » et qui inspirera le fond de sa création.
Victor Meirelles a développé un style éclectique, et il a été difficile pour les critiques récents de s'accorder sur sa caractérisation exacte. Au cours de ses études, il a pris connaissance de toute la grande tradition de la peinture occidentale, absorbant les références de la Renaissance italienne, parmi lesquelles Raphaël et le Cavalier d'Arpin ; du baroque du Titien et du Tintoret ; des néoclassiques et des romantiques tels que Léon Cogniet, Horace Vernet, Paul Delaroche, Eugène Delacroix. De toutes ces écoles, Meirelles a recueilli des subsides pour la formation de son style personnel. Une influence particulièrement significative dans le sens idéaliste, dans sa période de formation, a été le contact avec la production du mouvement nazaréen, à travers Johann Friedrich Overbeck et ses professeurs Tommaso Minardi et Nicola Consoni. Les nazaréens prônaient une attitude de pureté qui s'exprimait par une vie exemplaire et une peinture axée sur des thèmes nobles, où la religion avait un rôle central. Meirelles n'est pas devenu célèbre pour ses œuvres religieuses, qui sont peu nombreuses, conservatrices et d'importance secondaire, et même s'il était personnellement un fervent catholique, il était artistiquement engagé dans la proposition d'une société laïque et progressiste, où l'art avait un rôle civique et pédagogique important à remplir, mais les idéaux de pureté, de vie sans tache et de travail dur et honnête du groupe ont marqué la personnalité et l'œuvre du peintre brésilien,.

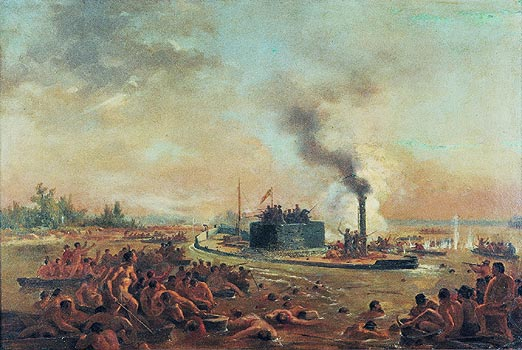
Étude pour (1868-1879,).

Son classicisme se manifeste dans l'harmonie générale des compositions, dans leur caractère placide, dans leur interprétation de la nature chargée de poésie, et même lorsqu'il s'agit de batailles, l'impression de mouvement et de violence, à laquelle on pourrait s'attendre pour un tel sujet, est laissée en arrière-plan, et ce qui ressort, c'est l'organisation équilibrée de l'ensemble, comme l'auteur lui-même l'a reconnu, annulant en grande partie l'effet dramatique,. Il est significatif que l'artiste ait utilisé très peu de ses nombreuses esquisses représentant les aspects les plus violents et les plus désolés des batailles lorsqu'il a élaboré les œuvres définitives, mais une pièce comme le Passagem de Humaitá pouvait difficilement s'inscrire dans le profil classique, avec une dramaturgie relevée par plusieurs auteurs, comme Carlos Rubens, qui la considérait comme une véritable vision de l'enfer. Même le Combate do Riachuelo, très éloigné de l'autre dans l'aspect dramatique, a été qualifié d'« allégorie fantasmagorique » par Mário César Coelho,.
À son époque, le Brésil sortait à peine de la tradition baroque, encore vivante en plusieurs endroits, mais qui, depuis le début du XIXe siècle, sous l'influence de l'avant-garde néoclassique parrainée par la cour portugaise et la Mission artistique française, était déjà considérée comme dépassée par l'élite. Même s'il attache une grande importance aux principes classiques, la façon dont il organise ses compositions, avec des groupes formant des opposés dynamiques, et le traitement fondamentalement pictural et non graphique de la peinture, son goût pour les effets de lumière, le sfumato et l'« atmosphère », le rapprochent des productions baroque et romantique. Les œuvres qu'il copiait dans sa phase d'étude provenaient essentiellement des maîtres issus de ces écoles,,. Cette dialectique était très ancienne ; elle était présente au sein des académies européennes depuis le XVIIe siècle, lorsque la querelle des poussinistes et des rubénistes est apparue, défendant la suprématie, respectivement, de la couleur sur le dessin, et du dessin sur la couleur. À la base de cette dispute, il y a la primauté de la raison, de l'orthodoxie et de la pureté de l'esprit, symbolisée par le dessin, ou celle de l'émotion, de l'intuition irrationnelle et du sensualisme, symbolisée par la couleur, qui entraîne d'importantes associations morales dans le contexte de l'époque. Cette controverse n'a en réalité jamais été réglée,,. Pour des spécialistes comme Mario Barata et Lilia Schwarcz, sa production s'inscrit plus correctement dans le cadre du romantisme éclectique typique de la seconde moitié du XIXe siècle, avec ses associations patriotiques et idéalistes et un certain sentimentalisme, tendance qui prédomine dans la période de l'empereur Pierre II, et qui coïncide avec l'apogée de l'académisme national,. Mais Jorge Coli, parlant de Meirelles et Pedro Américo, fait l'observation suivante :

« Il est donc préférable de mettre de côté les notions et d'interroger les œuvres. C'est évidemment plus difficile. Si je dis « Victor Meirelles est romantique » ou « Pedro Américo est académique », je projette sur eux des connaissances, des critères et des préjugés qui sécurisent mon esprit. Si je m'adresse directement aux tableaux, de manière honnête et attentive, je me rends compte qu'ils s'échappent continuellement de ce que j'ai supposé être leur propre nature et, ce qui est pire, ils s'enfuient vers des régions inconnues, non soumises au contrôle de mes connaissances. Ainsi, au lieu de discuter si Meirelles ou Américo sont ou non classiques, sont ou non romantiques, sont ou non pré-modernes - ce qui me place dans des paramètres sûrs et confortables mais profondément limités - il est préférable de prendre ces tableaux comme des projets complexes, avec des exigences spécifiques souvent inattendues. »

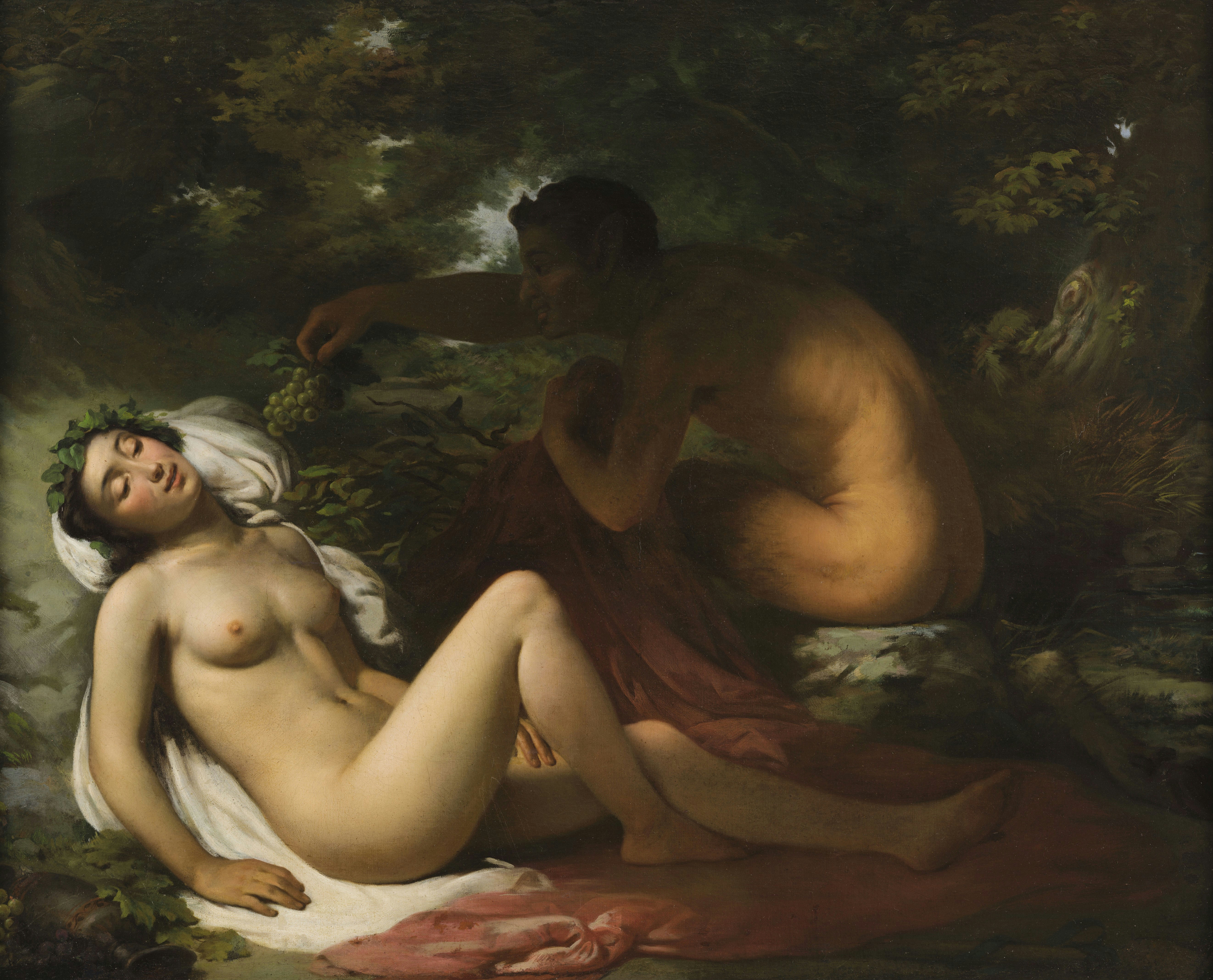
(1857-1858, musée national des Beaux-Arts du Brésil).

En tout cas, le système académique maintenait la référence classique comme centrale dans son corpus idéologique et dans sa méthodologie d'enseignement, et représentait une tentative remarquablement réussie de formuler une théorie dans laquelle l'art était une incarnation des principes idéaux du Beau, de la Vérité et du Bien, destinée à être un puissant instrument d'éducation publique et de réforme sociale. Ce n'est pas un hasard si le programme académique a été systématiquement soutenu et dirigé de manière décisive par tous les États dans lesquels il a prospéré, comme ce fut le cas au Brésil,,.
Luiz Gonzaga Duque Estrada et d'autres intellectuels de son époque, qui prônent un art plus axé sur le réalisme et les thèmes bourgeois détachés d'une association avec les intérêts de l'État, et qui critiquent sévèrement divers aspects de la production de Meirelles et des académiciens en général, reflètent les grands changements par lesquels passe le Brésil. La société et la culture accéléraient leur mise à jour dans de nombreux autres aspects, l'industrie du divertissement émergeait, la technologie, la science et la liberté de pensée étaient en hausse, la bourgeoisie devenait un marché d'une importance croissante et abandonnait le rôle de récepteur passif des leçons des autorités esthétiques, faisant prévaloir ses goûts dans un environnement de plus en plus dominé par les préférences personnelles,,,. Le changement social allait résonner dans les arts comme le mouvement moderniste, dont les principes étaient très opposés aux académiciens. Les accusations de plagiat portées contre la Bataille de Guararapes et la Première Messe au Brésil sont une preuve supplémentaire que la tradition académique du pays commençait déjà à s'épuiser après s'être à peine consolidée. Chez les académiciens, la citation et la paraphrase d'œuvres d'autrui et l'utilisation des conventions typologiques et compositionnelles traditionnelles étaient des éléments non seulement acceptables mais même attendus dans la constitution d'une œuvre d'art digne de ce nom, attestant de la formation érudite de l'artiste et de sa reconnaissance de l'autorité des maîtres ; elles étaient même une partie essentielle de la formation, et Meirelles a laissé beaucoup d'œuvres dans cette catégorie. Globalement, il n'a pas créé une nouvelle langue, et son succès en tant que créateur de symboles valables jusqu'à aujourd'hui est la marque de son originalité en utilisant des ressources traditionnelles,,,.
L'académisme brésilien n'a pas hésité à absorber également des éléments de réalisme, dans son amour du détail précis. Les œuvres de Meirelles, surtout dans sa phase finale, révèlent à cet égard une forte influence de ce courant. C'est dans cette phase qu'il compose ses panoramas, les œuvres les plus importantes de l'époque, et celles qui le rapprochent le plus de l'univers moderne, tant dans le genre que dans les techniques de création et d'exposition, et dans ses objectifs commerciaux, publicitaires et éducatifs,,,,.

### Œuvres principales

#### Primeira Missa no Brasil
Première des grandes compositions de Victor Meirelles, la Primeira Missa no Brasil (Première messe au Brésil) reste l'œuvre la plus célèbre et la plus importante de toute sa production. Peint à Paris entre 1858 et 1861, pendant sa deuxième saison d'études comme boursier à l'Académie impériale, il mesure 2,70 × 3,57 mètres sans le cadre. L'œuvre lui vaut d'être reconnu au prestigieux Salon de Paris de 1861 et d'être consacré dans sa patrie, étant décoré chevalier de l'Ordre impérial de la Rose par l'empereur Pierre II. En 1876, le tableau a été emmené à l'Exposition universelle de Philadelphie, aux États-Unis. En raison de problèmes lors du voyage de retour, la toile a dû être restaurée dès 1878, car elle avait été détériorée par l'entrée d'eau dans les cales du navire où elle avait été déposée. En 1921, à l'occasion de l'exposition commémorant le centenaire de l'Indépendance, il était en si mauvais état qu'il a fallu le restaurer. D'autres restaurations ont eu lieu en 1969 et 2000.
L'œuvre est le résultat direct du programme nationaliste, éducatif et civilisateur de Pierre II, qui, entre autres objectifs, visait à travers les arts plastiques à reconstruire visuellement des moments marquants de l'histoire du Brésil, servant à la cristallisation d'une identité nationale et comme carte de visite pour affirmer le Brésil parmi les nations progressistes du monde. Il a reçu des conseils constants pour son travail de la part d'Araújo Porto-Alegre, directeur de l'Académie impériale, ainsi que de Ferdinand Denis, directeur de la bibliothèque Sainte-Geneviève à Paris, où il a fait des recherches sur l'iconographie se rapportant aux indigènes, et s'est probablement inspiré, pour la scène centrale, de la Première messe en Kabylie (1853) du peintre français Horace Vernet, et d’Une messe sous la Terreur (1847) de François Marius Granet. Le tableau illustre un événement qui aurait eu lieu le 26 avril 1500, lorsque Pedro Álvares Cabral a fait dire une messe pour marquer symboliquement la prise de possession de la Terra de Vera Cruz (pt) par la Couronne portugaise et l'implantation de la foi catholique,.

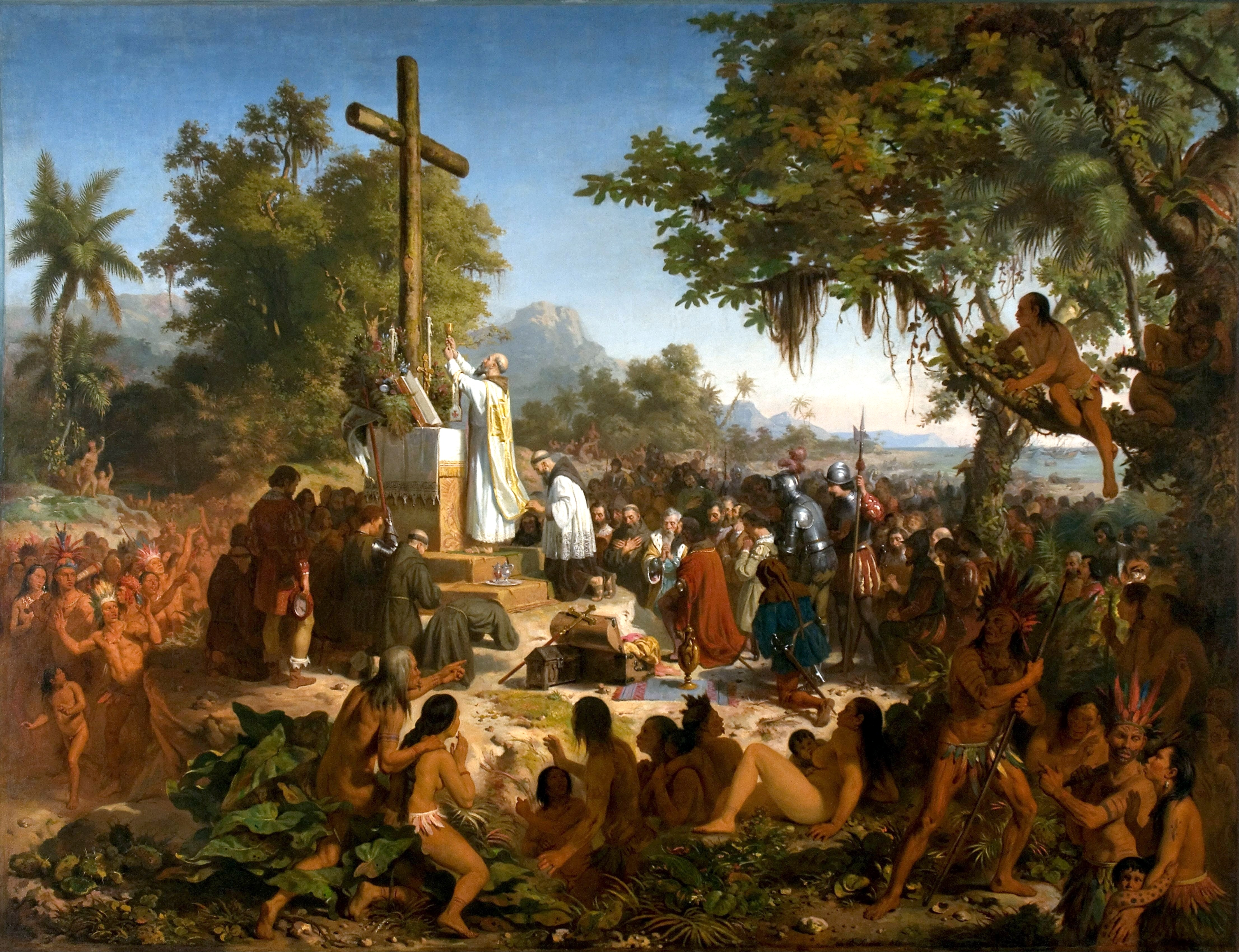
Primeira Missa no Brasil (1861, Musée national des Beaux-Arts du Brésil).

La composition s'organise autour de l'autel, dominé par une grande croix en bois brut, où le frère Henri de Coimbra élève le calice pour la consécration. Autour de lui, les Portugais s'agenouillent avec révérence, tandis qu'un peu plus loin une foule d'Indiens observe la scène avec intérêt. Le peintre se réfère fortement à la description de la Lettre de Pero Vaz de Caminha, reproduisant même la figure d'un Indien plus âgé, qui s'adressant aux autres membres de sa tribu « agitait son doigt vers l'autel, puis montrait son doigt vers le ciel, comme s'il disait quelque chose de bon, et nous le prenons comme cela »,. Luiz Gonzaga Duque Estrada, qui était un critique féroce de certains aspects de l'œuvre de Meirelles, qu'il considérait comme désuets ou inappropriés aux thèmes qu'il représentait, a fait référence à ce travail de manière positive : « En produisant la Première Messe, Victor a réalisé un véritable atout, car il a choisi un sujet sympathique à ses idées et en accord avec ses convictions les plus intimes. » Et il a fait une observation qui sera reprise plus tard par d'autres critiques, notant qu'il a réussi à dépeindre la scène d'une manière qui s'est imposée comme l'image définitive et véritable de l'événement : « La première messe ne pourrait être rien d'autre que ce qui est là ».
Pour Coli (1998) et Paiva (2004), la composition dépeint idéalement une « vérité désirée », selon le programme impérial, montrant une rencontre pacifique de deux cultures différentes, une « vérité » que l'Histoire se chargerait de contredire, compte tenu du massacre auquel les Indiens du Brésil ont été soumis par les colonisateurs dans les siècles qui ont suivi la conquête, un fait que l'Empire et les romantiques indianistes de l'époque ont ignoré dans leur tentative de sauvetage artistique et littéraire de leur dignité, cherchant à les dépeindre comme le « bon sauvage » de la tradition des Lumières et comme l'un des éléments formateurs de la nation — un autre des nombreux mythes cultivés à cette époque pour reconstruire l'identité de l'État et de la nation, et qui comprenait les idées de « l'égalité de tous les Brésiliens, la bienveillance l'hospitalité et la grandeur de caractère du peuple, la grande vertu des coutumes patriarcales, les qualités affectives et morales inhabituelles de la femme brésilienne, le haut niveau de la civilisation brésilienne et la paix privilégiée du pays dans un monde dominé par les luttes politiques et sociales », comme l'a souligné Antonio Soares Amora. Pour Roberta Prestes, « dans ce tableau, nous trouvons non seulement un pays catholique, divin par nature, mais aussi une colonisation harmonieuse, où Portugais et Indiens vivent ensemble en paix, le mélange des races est pacifique, sans violence physique ou morale, faisant appel aussi à la foi. De cette manière, le Brésil était avant tout homogène, cohésif, grandiose, catholique et harmonieux. »
L'œuvre a été saluée à plusieurs reprises par les critiques comme l'une des images les plus représentatives de la peinture brésilienne de tous les temps, un chef-d'œuvre dans le genre de la peinture d'histoire, la plus importante dans la hiérarchie des genres de l'ancien académisme, et comme l'un des symboles nationalistes les plus connus du pays,,,, étant reproduit dans tous les manuels d'histoire utilisés au Brésil, sur des timbres, des billets de banque, des livres d'art, des catalogues et des magazines. Selon l'historien Donato Mello Júnior, qui écrivait en 1962, « la Première Messe au Brésil et Le Cri d'Ipiranga [de Pedro Américo] sont probablement les toiles les plus populaires du Brésil », et selon la chercheuse Maria de Fátima Couto, dans un article de 2008,

« Plus de quarante ans après, la déclaration de Donato Mello Júnior sonne toujours juste. Il s'agit en effet de deux toiles à fort attrait populaire, constamment reproduites depuis leur réalisation, et qui sont devenues des icônes de l'histoire nationale. […] Ils représentent également deux grands moments de l'histoire de l'art académique au Brésil. […] Leurs noms sont étroitement liés au triomphe du genre « noble » de la peinture historique dans le pays, non seulement en raison de la qualité incontestée de leurs compositions et de leur succès relatif à l'étranger — ce qui prouverait l'efficacité de l'Académie brésilienne en tant qu'institution d'enseignement — mais aussi en raison de l'élargissement du débat sur le rôle des arts dans l'éducation du peuple provoqué par leurs œuvres. »

Selon Eliane Pinheiro, « la représentation de la première messe au Brésil s'est assurée la place d'un des thèmes canoniques du XIXe siècle, du fait que cette iconographie articulait une symbologie tissée à distance dans la culture brésilienne, présente jusque dans les conceptions historiques elles-mêmes. La signification attribuée au tableau a coïncidé avec un courant d'interprétations sur l'histoire nationale, amenant les contemporains du peintre à le comprendre comme la vérité visuelle de l'événement raconté par Caminha. » Teresinha Franz va dans le même sens en disant que « dans ce tableau, l'artiste a fait plus que ce qu'une personne isolée pourrait faire : il a utilisé les intuitions et les réalisations des autres, en les combinant d'une manière nouvelle, ce qui lui a permis de parler au nom de toute une génération. Cette image, à côté d'autres emblèmes et symboles nationaux, a contribué à la formation de l'idée que nous nous faisons de nous, les Brésiliens, qui appartient au champ mythique, silencieux et invisible du mythe fondateur du Brésil ».

#### Moema
Une extension de la proposition de la Primeira Missa se retrouve dans Moema, une toile peinte en 1866, où le thème indianiste revient sur la scène de manière encore plus concentrée. Moema est un personnage semi-légendaire, intégrant les récits autour de Diogo Álvares Correia, le « Caramuru ». Les premiers récits ne mentionnent pas Moema, mais seulement un groupe de femmes indiennes qui, par amour pour Caramuru, se sont jetées à la mer lors de son départ. Elle apparaît individuellement pour la première fois dans Caramuru, Poema Épico do Descobrimento da Bahia, du frère José de Santa Rita Durão, écrit en 1781. Elle a ensuite été reprise par d'autres littérateurs comme un motif fréquent, s'élevant à la position de symbole des vertus morales des indigènes et en particulier de leurs femmes héroïques, étant également attrayante pour ce qui était pittoresque et exotique, gagnant de l'importance surtout après 1826. Meirelles a développé l'intrigue de Durão et montre Moema mort, amené sur la plage par la marée, une scène qui n'apparaît pas dans le poème.

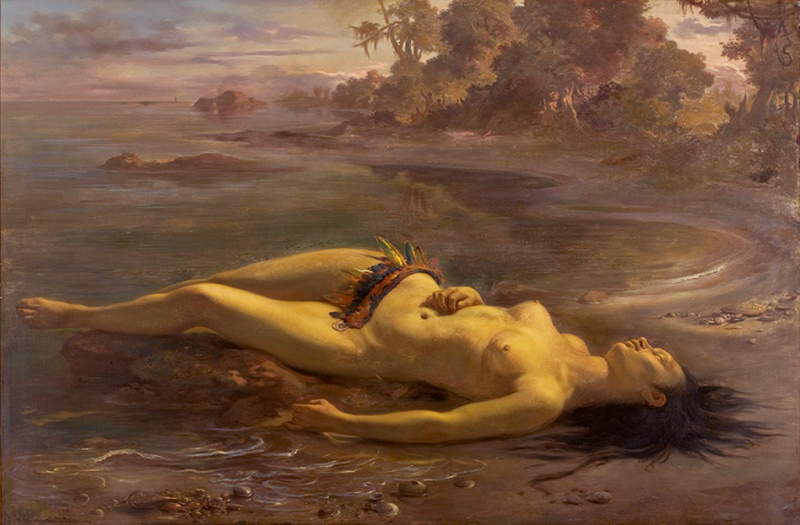
(1866, Musée d'art de São Paulo).

Jusqu'alors, Moema était une figure littéraire, et Meirelles a été le premier à lui donner une dimension visuelle. Il l'a représentée nue, avec seulement un pagne à plumes couvrant son pubis, dans la tradition des nus classiques du genre héroïque, ce qui dans son cas, selon les intentions de l'auteur, soulignait son martyre par amour, son héroïsme et sa spiritualité, bien plus que la suggestion de sensualité que sa nudité pouvait éveiller. Son corps est d'une beauté statuaire idéalisée, qui contraste avec le paysage marin en arrière-plan, dont les qualités poétiques et évocatrices sont plus typiques du romantisme. L'épisode lui-même avait un fort attrait pour les romantiques brésiliens. L'œuvre ne semble pas avoir été le fruit d'une commande, et lors de sa première exposition, toujours en 1866, bien que le thème soit très populaire, le tableau n'a pas eu d'acheteur et n'a attiré l'attention que des spécialistes, sans répercussion dans la presse. Le baron Homem de Melo (pt), par exemple, a déclaré que « tout dans ce tableau est clair, simple, sans embarras. [...] La toile qui nous ravit et nous séduit ainsi, résiste à l'analyse critique la plus exigeante, compte tenu de l'exécution artistique et des exigences de la composition ». Gomes dos Santos a été encore plus véhément et il en a fait un grand éloge :

« Une œuvre de plus grande valeur, car elle réunit à un très haut degré toutes les qualités de la grande peinture, est le Moema de M. Victor Meirelles de Lima. Dessin, coloration, transparence aérienne, effets de lumière, perspective, imitation exacte de la nature dans ses plus beaux aspects, élèvent cette composition magistrale au rang d'original de grand prix. Le sujet, tout national, est l'une de nos légendes les plus touchantes. Diogo, le Caramuru, revient en Europe sur un navire français, emmenant dans sa compagnie la femme la plus aimée, la belle Paraguaçu et abandonnant l'autre, qui l'aimait peut-être davantage, la belle Moema. […] Le panneau de M. Meirelles de Lima représente la fin de ce drame si pathétique, omis par le poète : les vagues ramènent à la terre le doux corps de la chanceuse Moema, qui repose sur le sable d'une plage déserte et silencieuse. Tout dans ce panneau respire la mélancolie, mais tout est doux et calme ; le ciel est clair et serein, serein comme le visage de la femme qui a beaucoup souffert et ne se plaint plus. À la surface de la mer, on n'aperçoit qu'un léger mouvement ; de légers ruisselets d'eau viennent lentement, comme avec crainte, embrasser la victime d'un amour si malheureux, mais elles n'osent pas le faire, et se retirent sans la toucher ; à droite et non loin de là, on aperçoit un petit bosquet d'arbustes très minces, dont les dernières branches sont à peine remuées par le souffle de la brise ; à gauche et devant, la mer tranquille : la scène est éclairée par la lumière du matin, si douce et si légère qu'elle s'harmonise avec la mélancolie générale de la composition et la rend plus sincère. Moema scelle la réputation du maître, qui s'était révélé brillant à ses débuts, dans la deuxième messe célébrée au Brésil. »

Elle est à nouveau exposée à la fin de la même année, en 1866, et reçoit quelques bons commentaires dans la presse, mais aussi des accusations de plagiat de la toile La Mort de Virginie, d'Eugène Isabey, accusation bientôt réfutée par Carlos de Laet (pt) et Meirelles lui-même. Il n'a commencé à susciter un plus grand intérêt que dans les années 1880, lorsque Rangel de Sampaio a consacré une bonne partie de son livre O quadro da Batalha dos Guararapes à son auteur et à ses critiques. Jusqu'à ce qu'elle arrive dans la collection du Musée d'art de São Paulo vers 1949, où elle se trouve aujourd'hui, elle a subi un pèlerinage cahoteux et a même été considérée comme perdue.
Malgré la répercussion limitée qu'a eue l'œuvre en son temps, des critiques plus récentes la considèrent comme l'un des exemples les plus importants de l'indianisme romantique dans les arts visuels et comme un point culminant de la carrière de Meirelles. Et comme Primeira missa et d'autres de ses œuvres, Moema est entrée dans la catégorie des icônes nationales, a fait l'objet de plusieurs relectures et a été reproduit dans une multitude de publications et de manuels scolaires,,. Les rapports entre la représentation du corps et du paysage et la possible lecture érotisée de l'œuvre ont également été mis en lumière. Pour Stéphanie Bartista, Moema est incluse dans une importante série de nus savants qui « visualisent les discours sur le corps imaginaire à ce moment historique, celui du Second Empire, et prennent une place centrale en incorporant les utopies, les frictions et les conflits d'une jeune nation », inaugurant une lignée fertile de représentation du nu au Brésil alors que ce thème n'était pas encore cultivé dans le pays :

« Le cadavre monumental dans une idylle tragique concentre dans le propre corps féminin la recherche d'une construction identitaire (Migliaccio, 2000, p. 42). L'histoire et le mythe marchent côte à côte, désignant la femme indigène mythifiée comme la « bonne sauvage », avec le passé de laquelle la jeune nation veut faire la paix (Schwarcz, 1998, p. 148), maquillage de l'ère coloniale et nouveau symbole de l'empire brésilien. […] La scène d'une idylle tragique cherche une conciliation harmonieuse entre la forme humaine et le paysage, entre l'érotisme et la contemplation de la nature, qui en fait s'est transformée silencieusement en destruction, un contraste dramatique entre le sentiment et l'histoire. Migliaccio interprète l'Indienne qui s'est noyée par amour pour un Européen comme une version moderne et américaine de Vénus qui ne peut être que le fruit d'une histoire tragique (2000, p. 44), une héroïne qui incarne la rencontre de civilisations incompatibles. Ainsi, selon l'auteur, Meirelles parvient à concentrer dans le corps féminin la réflexion historique sur le destin d'un peuple et d'une culture. Comme éléments constitutifs de la narration d'un texte fondateur, Meirelles reprend « une héroïne ancestrale » qui a généré un « mythe fondateur ». »

#### A Batalha dos Guararapes
L'image de la Batalha dos Guararapes (bataille des Guararapes) illustre un événement historique du même nom qui s'est produit le 19 avril 1648, lorsque la première lutte contre l'occupation néerlandaise des terres du Brésil colonial a eu lieu,. Peinte à Rio de Janeiro en 1870, la toile a une dimension de 4,94 × 9,23 m. Comme la Première messe, la Bataille synthétise visuellement un autre des mythes fondateurs du Brésil, étant un symbole de l'union des Blancs, des Noirs et des Indiens qui ont combattu dans les forces portugaises contre l'oppression étrangère. Contrairement à l'autre, où le temps semble suspendu et où la concorde règne, la bataille est une scène de conflit et de mouvement. La scène demeure néanmoins classique par son sens de l'équilibre des masses, le traitement linéaire des figures, la solidité de sa technique, l'exactitude de ses représentations anatomiques et son atmosphère générale d'harmonie formelle, malgré le thème dramatique. L'axe principal de la composition est structuré par ses deux principaux protagonistes, André Vidal de Negreiros, commandant des forces portugaises, sur un cheval cabré, et le colonel néerlandais Peter Keewer, déjà tombé au sol, défendu par un groupe de soldats. Trois autres personnages soutiennent l'ensemble : Henrique Dias, avec le bouclier sur le bras gauche, dont la silhouette sombre à l'extrême gauche se distingue clairement sur le fond fumé ; João Fernandes Vieira, qui arrive à cheval juste derrière André Vidal, brandissant une épée, et Antônio Dias Cardoso, sergent-major de l'infanterie, fortement éclairé à l'arrière-plan, courant à vive allure avec son épée abaissée. Au premier plan, dans des tons plus sombres qui soulignent la clarté de la scène principale, sont regroupés des Néerlandais vaincus et des ressortissants debout. Le nombre relativement restreint de personnages représentés n'annule pas l'impression de foule, grâce à l'utilisation habile des zones de fumée, qui brouillent les frontières entre les personnages et le paysage de fond. La palette chromatique est très riche et les tons sont bien intégrés les uns aux autres.

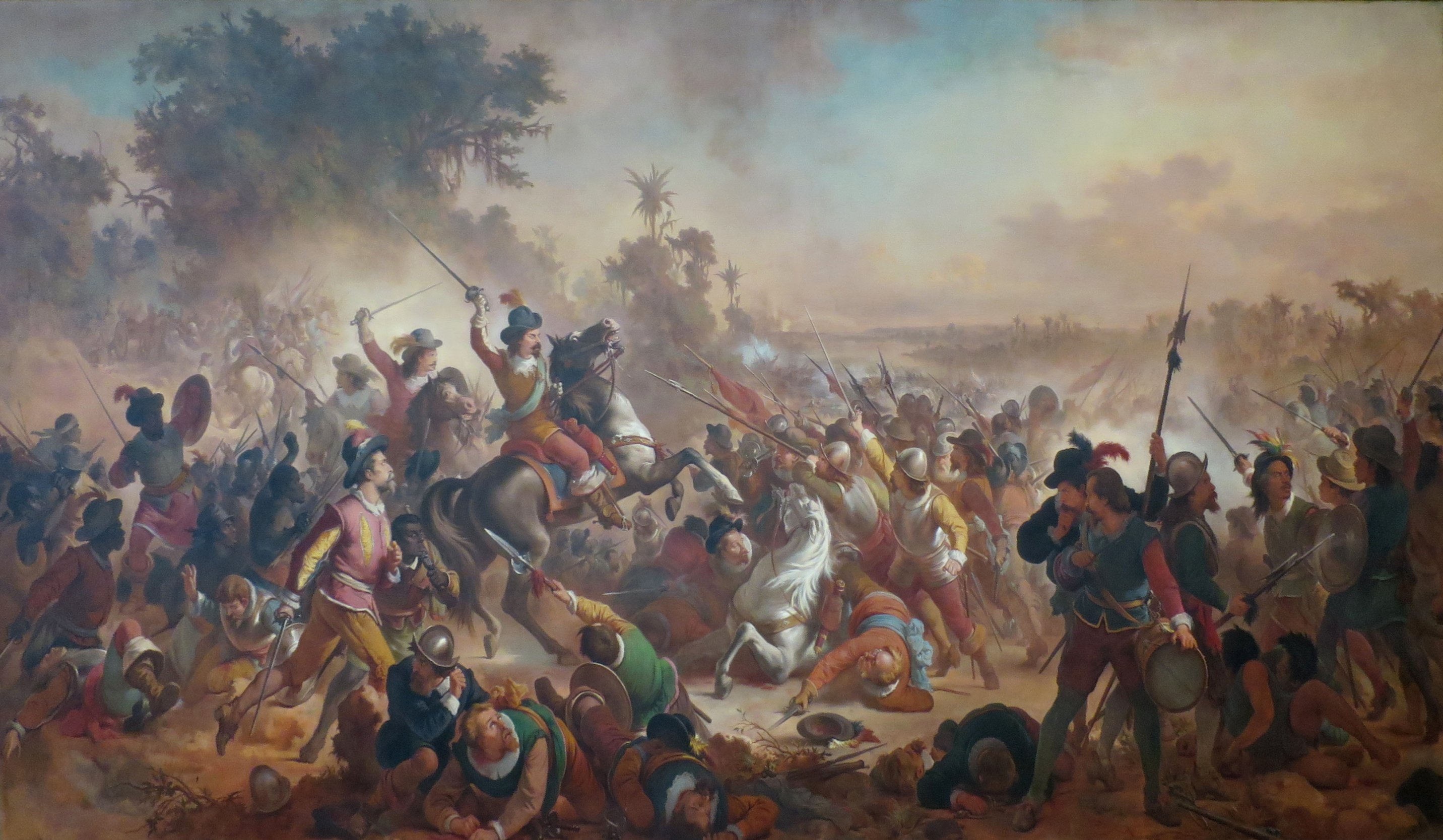
(1879, Musée national des Beaux-Arts du Brésil).

La toile a été exposée aux côtés de la Batalha do Avaí de Pedro Américo, suscitant rapidement une intense controverse quant à savoir laquelle des compositions était la plus parfaite. L'œuvre de Meirelles a reçu de nombreux éloges, mais les critiques plus alignés sur les principes du proto-modernisme l'ont jugée trop statique et harmonieuse pour une scène qu'ils attendaient plus dramatique et donc infidèle à la réalité. Gonzaga Duque a critiqué sa méthode : « Chaque œuvre produite par cet artiste est donc un travail lent, soigné, soigné dans l'arabesque, avec des couleurs bien assorties, bref, correct. Ce ne sera jamais une œuvre extraordinaire, opulente de vigueur, audacieuse, sincère, spontanée, animée de cet étrange éclair qu'on appelle le génie. Non, jamais ça ». Cependant, Meirelles s'est défendu, précisant les principes esthétiques et éthiques qui l'ont guidé :

« En représentant la bataille des Guararapes, je n'avais pas à l'esprit le fait de la bataille dans son aspect cruel et féroce. Pour moi, la bataille n'était pas cela, c'était une rencontre heureuse, où les héros de l'époque étaient tous réunis. Mon souci a été de mettre en évidence, de la manière qui m'a semblé la plus appropriée et la plus digne, le mérite respectif de chacun d'eux, selon l'importance qui leur est légitimement accordée. Sur ces bases, ma composition ne pouvait manquer d'être traitée avec la simplicité et la noblesse propres au sujet lui-même. […] Le mouvement dans l'art de composer un tableau n'est pas, et ne peut pas être pris dans le sens que nos critiques veulent lui donner. Le mouvement résulte du contraste des figures entre elles et des groupes entre eux ; de ce contraste dans les attitudes et dans la variété des expressions, ainsi que dans les effets bien calculés des masses d'ombre et de lumière, par l'intelligence parfaite de la perspective, qui, en graduant les plans nous donne aussi la juste proportion entre les figures dans leurs différentes distances, naît la nature du mouvement, sous l'aspect du crédible, et non avec le cachet du délire. Jamais le mouvement dans un tableau, dans son seul et véritable sens technologique, n'est réalisé qu'aux dépens de l'ordre, dépendant de l'unité principale, qui subordonne tout à l'accord philosophique du sujet avec les êtres qu'il représente. »

Dans l'appréciation de Jorge Coli,

« Ce texte énonce ce que l'observation découvre dans le tableau : une architecture promue par des étapes clairement isolées, qui s'articulent à travers une réflexion calme et lente, où le mouvement ne se produit que comme un système de tensions, et non comme une illusion dynamique. Les instruments picturaux de Meirelles, parmi lesquels ceux de la parcellisation et de la finition des parties pour une recomposition méthodique du tout, sont, à cet égard, les mêmes que ceux de la tradition néoclassique, et incapables d'illusion dynamique. Il pourrait, dans ces unités travaillées, dilater l'espace, de manière, par exemple, comme le révèlent certaines études, à allonger l'encolure du cheval. Il disposera de manière réfléchie les vecteurs opposés dans l'ensemble. Le vocabulaire même utilisé par Victor Meirelles est significatif : « contrastes », « effets bien calculés », « intelligence parfaite de la perspective », « juste proportion », « graduation des plans », tout cela révèle un savoir qui se veut régulé, qui écarte la « marque du délire », et qui cherche un résultat clair. […] Pour lui, la reconstitution picturale de l'histoire n'a pas un aspect purement illustratif. Elle est subordonnée aux principes supérieurs de l'architecture visuelle, fixée hors du temps, hors de l'éphémère. Il est à l'opposé du peintre de la vie moderne souhaité par Baudelaire. »

Le drame dans sa peinture est obtenu indirectement par la rencontre d'éléments ponctuels indicatifs de tension et de violence, comme le bras levé brandissant l'épée sur le point de s'abattre sur l'ennemi, l'expression anxieuse du soldat aux yeux exorbités, la contorsion du corps du commandant néerlandais tombé au sol, éléments qui agissent comme des mots individuels dans un discours savant long et élaboré sur la forme et son symbolisme. Ce système, organisé depuis l'antiquité, a été systématisé de manière cohérente en un langage visuel — recevant une grande influence de la rhétorique littéraire — depuis la fondation des premières Académies, et en particulier dans l'Académie royale de peinture et de sculpture de Paris, fondée sous Louis XIV,.

#### Combate Naval do Riachuelo

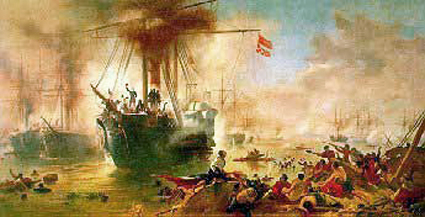
Le tableau original de Victor Meirelles, en basse résolution (1882-1883, musée historique national).

Le Combate Naval do Riachuelo représente la bataille de Riachuelo, l'un des épisodes les plus notables et les plus décisifs de la guerre de la Triple-Alliance, entre la coalition argentine-uruguayenne-brésilienne et les forces paraguayennes, qui a eu lieu le matin du 11 juillet 1865, dans la crique de Riachuelo, un affluent du Río Paraguay. L'œuvre a été commandée en 1868, en même temps que le Passagem de Humaitá, par le ministre de la Marine Afonso Celso de Assis Figueiredo (pt), alors que la guerre était encore en cours. Le 15 juin, le peintre s'est rendu sur le site du conflit pour faire des études préparatoires. Il n'a pas eu accès à la scène principale de la bataille, mais a recueilli des impressions sur l'environnement, les soldats et l'équipement militaire. Dans une lettre, il écrit : « J'ai été posté pendant quelque temps devant Humaitá et de là, furtivement, me pliant de temps en temps aux balles qui passaient, je dessinais ce que je voyais à travers mes jumelles, mais heureusement, après l'occupation de ce lieu, j'ai fait à l'aise, dans de nombreux croquis, tout ce qui était essentiel pour la peinture du passage des navires de guerre, il ne manquait qu'un peu ». Il y reste deux mois, puis, avec le matériel qu'il a produit, s'installe dans une chambre du couvent de Santo Antônio à Rio de Janeiro pour peindre l'œuvre définitive,.
La marine impériale brésilienne était commandée par Francisco Manuel Barroso da Silva (pt), à la tête de la frégate Amazonas (pt) et des navires à vapeur Jequitinhonha, Beberibei, Belmonte, Parnaíba, Mearim, Araguaí, Iguatemi et Ipiranga. La flotte paraguayenne, sous le commandement de Pedro Ignacio Meza, compte également neuf navires, mais tous sont des navires marchands improvisés en navires de guerre. Dans une manœuvre audacieuse, Barroso da Silva utilise la frégate Amazonas comme bélier contre la ligne de navires ennemis, endommageant quatre d'entre eux et provoquant la panique parmi les Paraguayens, qui se dispersent. Le tableau montre ce moment précis, la frégate dominant la composition, avec Barroso da Silva à sa proue en position de triomphe. Autour de lui se trouve l'escadron paraguayen dispersé, et au premier plan un de ses navires est en train de couler, avec plusieurs combattants à son bord, certains désespérés, tandis que d'autres tentent encore une défense, le tout au milieu d'un scénario pris par la fumée de l'artillerie et les cheminées des navires, peints dans des couleurs chaudes,. Dans la description de Graziely Silva,

« [Un] sentiment de malaise est renforcé par le mouvement déséquilibré des personnages, dans leur décoordination, dont les axes de déplacement sont disjoints, bifurquant et fragmentant l'ensemble du groupe. La peur, le courage, le doute, l'incertitude et la désolation s'accumulent sur les traits. Victor permet un traitement raffiné des semblants et des traits présentés par ces personnages. Les expressions des soldats sont bien marquées grâce à son dévouement au dessin, un dévouement acquis lors de sa formation néoclassique, dont les exercices consistaient à perfectionner les précisions anatomiques. Son passage par le genre du portrait doit également être considéré comme l'acquisition d'une technique raffinée dans le traitement des expressions faciales. […] En s'éloignant vers les plans ultérieurs, les éléments sont tantôt perdus, tantôt réapparaissant au milieu d'un rideau de fumée qui enveloppe toute la toile, couvrant et rendant impossible la reconnaissance du lieu où se déroule l'événement. Des vaisseaux et divers personnages ponctuent la scène en répandant et contaminant tout l'environnement. […] Cette construction du cadre suggère alors un environnement immersif, où le spectateur devient un contemplateur impliqué par l'événement. »

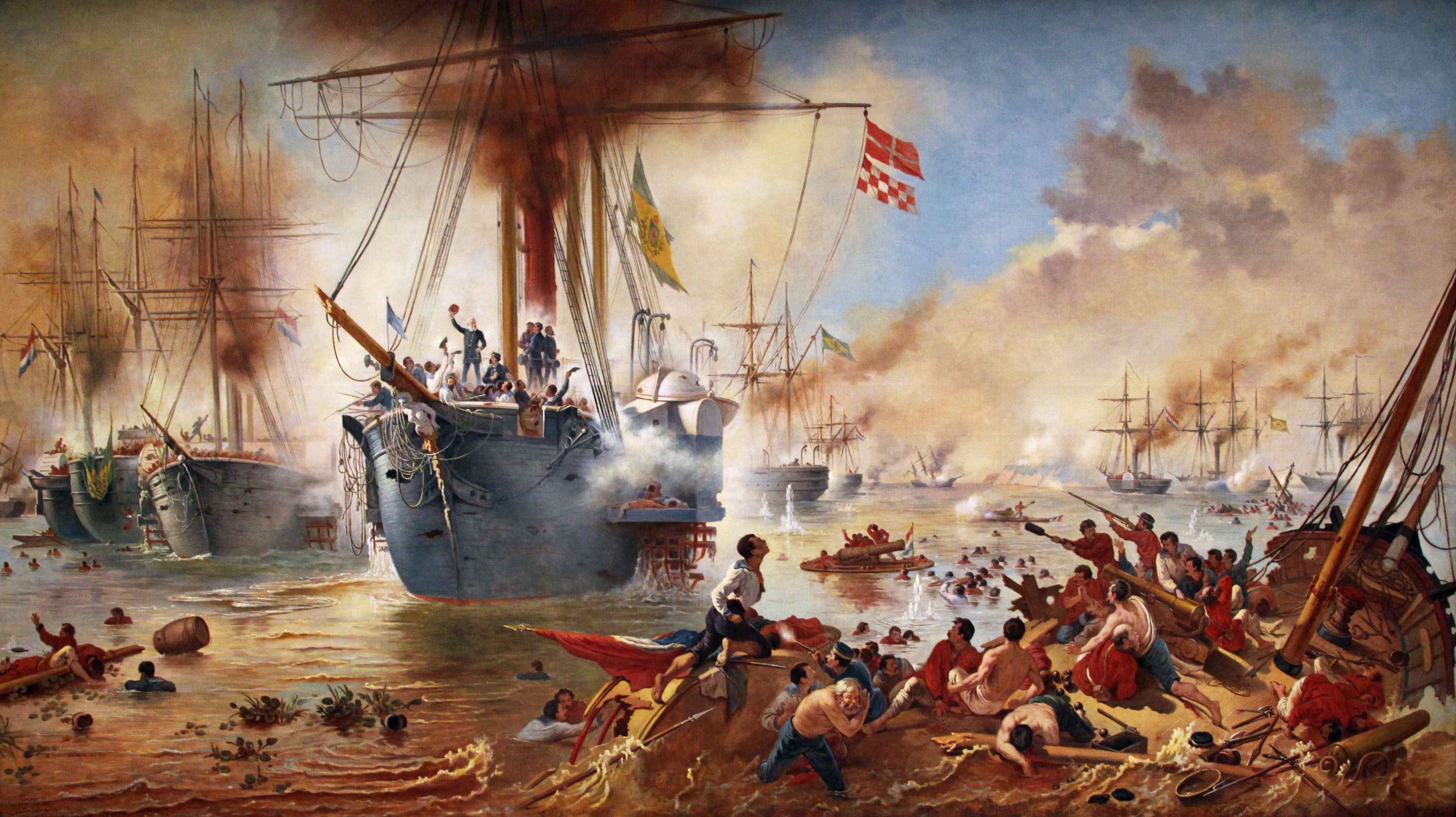
Oscar Pereira da Silva, copie du Combat naval de Riachuelo (n. d., Palácio Pedro Ernesto).

La toile a été présentée pour la première fois à la 22e exposition générale de l'Académie impériale, qui a débuté le 15 juin 1872, aux côtés de Batalha do Campo Grande de Pedro Américo. Une fois de plus, une polémique s'est instaurée entre les critiques et le public sur les mérites des deux compositions. Moreira de Azevedo, par exemple, a déclaré que « ce panneau de Victor Meirelles est la production admirable d'un génie artistique, une conception brillante de l'âme patriotique d'un artiste inspiré par la poésie des arts, par les auras de la patrie et par la lumière du génie ». En 1876, il a été expédié avec la Première Messe et le Passage d'Humaitá à l'Exposition universelle de Philadelphie, et à son retour il a été endommagé, étant irrémédiablement perdu. Une copie, mesurant 4,2 × 8,2 mètres, a été fournie par l'auteur entre 1882 et 1883, lorsqu'il était à Paris, et fait partie de la collection du Musée historique national depuis 1926. Le peintre a justifié la copie en disant : « Ce tableau perdu a été une lacune dans ma vie artistique. Mon travail sans elle serait incomplet, même si je composerais, comme je l'espère, beaucoup d'autres nouvelles peintures. C'est donc la commémoration de la gloire la plus éclatante de la marine américaine. » Cette deuxième version, que certains critiques de l'époque disaient meilleure que l'originale, fut exposée au Salon de Paris de 1883, recevant de nombreuses appréciations positives, et l'auteur fut honoré d'un banquet. Carlos Rubens a recueilli quelques commentaires de la presse française :

« Dans le Patriote Franc-Comtois, A. de Sancy dit : « Un grand combat naval de Meireles, un épisode de la guerre du Brésil, méritait une médaille ; travail consciencieux et étudié, nombreux détails et intérêt ». Le Moniteur de l'Armée a fait l'éloge du mouvement, du dessin et de la coloration du tableau ; Le Courrier International a souligné que Victor Meirelles était le seul représentant de la peinture historique au Salon et qu'« il a élevé l'art brésilien au niveau d'altitude de l'art de l'Europe, travaillant ainsi plus pour son pays que pour sa propre gloire » ; la Gazette Continentale a également fait l'éloge de Combat, tandis que d'autres ont également écrit : « Son travail, cependant, était l'un de ceux qui attiraient l'attention, l'un des rares cités dans les critiques rapides des gazettes de Paris ». »

De retour au Brésil, elle est exposée au Largo de São Francisco en 1884, puis à une autre Exposition générale de l'Académie impériale, relançant la controverse. Gonzaga Duque, le porte-parole des modernistes, critique l'œuvre dans le même sens qu'il avait parlé de la Batalha dos Guararapes, lui reconnaissant quelques mérites mais la condamnant comme irréelle :

« Comme vous pouvez le constater, le sujet n'est pas ingrat ; au contraire, il offre de magnifiques points d'effet. Mais la nature de Victor est timide ; elle ne lui permet pas de voir le côté tragique de la lutte. Et, pour cette raison, le tableau est serein ; la lumière de l'après-midi baigne suavement dans un baiser chaud et persistant, ce vaste paysage obscurci par la fumée ; dans les eaux calmes du fleuve nagent les Paraguayens, flottent deux cadavres et une ((pt)) barque⇔camalote, l'épave du combat. D'un côté, à droite, remplissant le premier plan, on peut voir le pont d'un navire déjà à moitié submergé. Sur elle, il y a encore des membres de l'équipage, les uns occupés à charger un canon, les autres assis impassibles ; sur la roue du navire, un marin de notre flotte, agenouillé, regarde le ciel et fait un beau geste du bras droit ; devant cette figure devenue statue, un officier de la marine ennemie pointe le canon d'un pistolet sur sa poitrine avec le calme d'un tireur d'élite ; plus loin, un vieillard traverse horizontalement le navire qui s'immerge en ligne verticale. Voilà le combat naval de Riachuelo peint par Victor Meirelles. [...] La tranquillité qui caractérise les combattants sur le pont du paquebot paraguayen est loin de traduire la transe angoissée que traversent ces hommes vaincus. Un tel calme, une telle sérénité, à un tel moment ! »

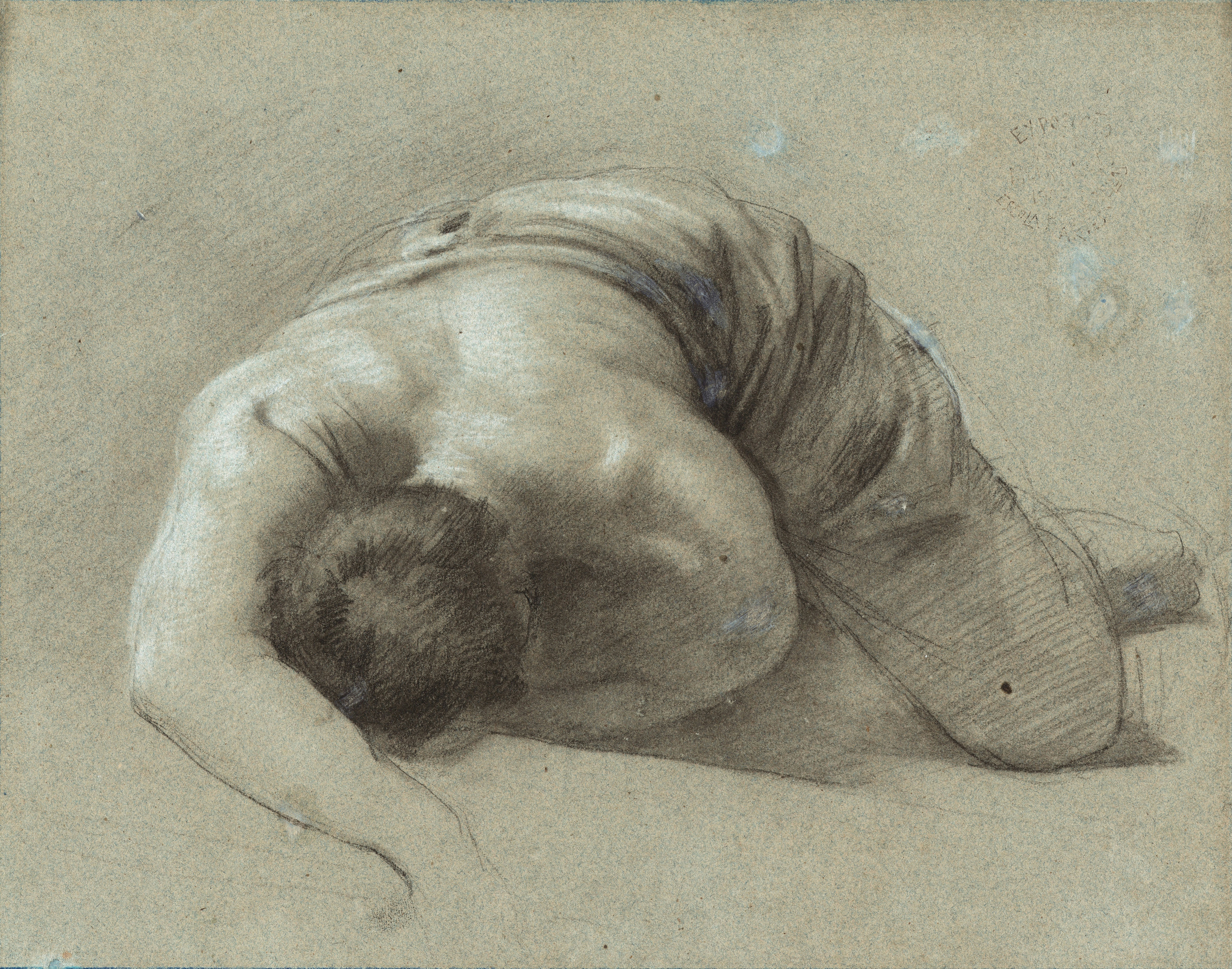
Étude pour le Combat naval de Riachuelo (crayon, n. d., musée national des Beaux-Arts du Brésil).

Malgré les critiques des modernistes, cette pièce est également entrée dans la liste des images emblématiques de l'identité brésilienne, étant constamment présente dans les manuels scolaires et de nombreuses autres publications,. Élaborée selon les dictats du même programme idéologique de l'Empire qui a donné lieu à la création d'autres grandes compositions de Meirelles, celle-ci en particulier servait le désir de l'officialité de présenter le Brésil comme la puissance dominante en Amérique du Sud et comme un libérateur des Paraguayens eux-mêmes des mains du « despote » Francisco Solano López, comme on l'appelait au Brésil, instituant l'intervention militaire comme un acte civilisateur et organisateur,. La représentation même des Brésiliens et des Paraguayens dans la scène de bataille va dans ce sens, comme l'a observé Luiz Carlos da Silva : « La façon dont chaque groupe de marins est placé sur l'écran suggère une grande différence. D'un côté, des Paraguayens en haillons esquissant une réaction désordonnée dans ce qui restait de leur navire, de l'autre, des gestes de victoire et les officiers de l'escadrille brésilienne postés comme des statues commémoratives », une « rhétorique du triomphe » destinée à consacrer dans un registre monumental « une journée certes importante pour les revendications alliées et, plus encore, pour l'histoire de la Marine. [...] Une représentation qui retraçait une histoire de la corporation comme indispensable au maintien de l'État brésilien ; qui voyait de temps en temps ses limites guerrières, mais qui n'entamait pas l'image « combative » et « héroïque » de ses marins et « l'intelligence » de ses officiers ». L'ouvrage était particulièrement important à ce moment de l'histoire car, jusqu'alors, la guerre n'était pas définie, le ministère agissait avec difficulté, les décisions politiques et militaires n'étaient pas en harmonie, et la marine faisait l'objet de nombreuses critiques pour une prétendue inaction, ce qui dérangeait les hauts gradés,. Ainsi, toujours selon Silva, « l'environnement devenait propice pour s'accrocher à toute victoire et mettre en avant les mérites d'un tel exploit. Avec le voyage de Riachuelo au programme depuis 1865, la situation délicate de 1868 et le passage récemment conquis de la forteresse d'Humaitá (pt) (19 février 1868) ont été des justifications opportunes pour légitimer cette entreprise artistique au milieu du conflit », enregistrant avec grandiloquence « un exploit considéré comme remarquable dans une période turbulente de la politique nationale, fruit des mésalliances entre la politique, les guerres et l'esprit de parti. »

#### Panoramas
Victor Meirelles a réalisé trois œuvres majeures en format panoramique, l'une représentant le paysage de Rio de Janeiro, une autre montrant la découverte du Brésil et une autre l'entrée de la flotte légaliste dans la baie de Guanabara. Bien qu'il ait été un excellent peintre de paysage dès le début, comme l'a reconnu Gonzaga Duque lui-même, louant sa sensibilité à la nature, il témoigne dans les panoramas de son ouverture à une nouvelle façon de voir et de concevoir le paysage, caractéristique de la modernité, influencée également par la photographie, qui est apparue comme la grande nouveauté de la technologie de l'image et qui, dès le début, a servi d'aide aux peintres pour composer leurs œuvres,.

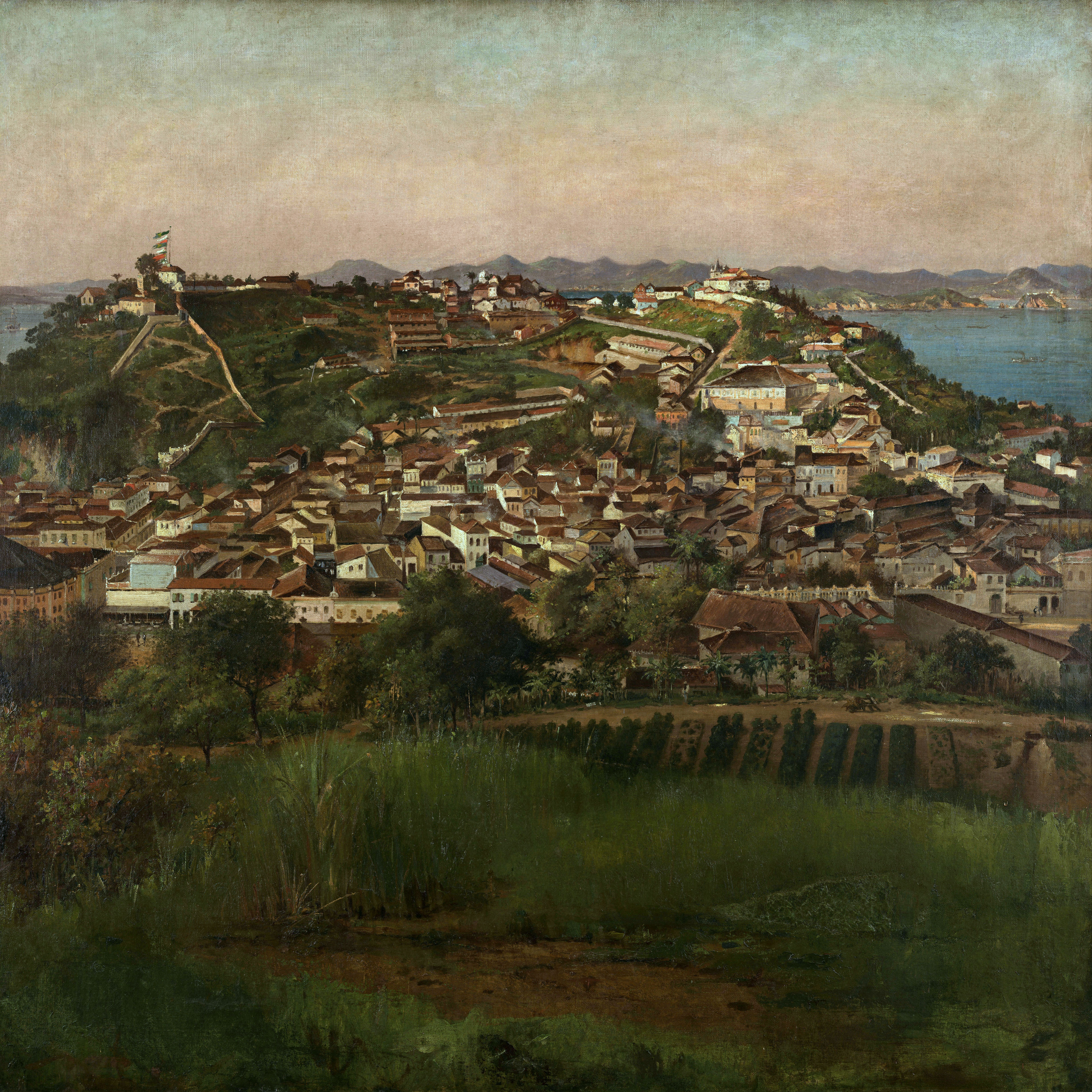
, étude pour le (c. 1885, Musée national des Beaux-Arts du Brésil).

Selon Carlos Rubens, « Victor Meirelles avait une fascination émotionnelle pour les panoramas. Il aimait les immenses paysages de la ville, la vue de la métropole comme endormie dans le tumulte de l'irrégularité architecturale, les couleurs variées des maisons, les grandes masses que les distances de perspective et les peintures fixent dans leurs valeurs exactes ». Selon Mário Coelho, les panoramas de Meirelles s'inscrivent dans un genre qui peut être interprété, dans le contexte de l'époque, comme une tentative de sauver l'unité dans un monde qui perdait rapidement son ancienne solidité monolithique, en voulant « remplir cette fonction d'organisation de l'expérience des personnes qui arrivaient ou habitaient les grandes villes et n'avaient plus la notion de leur totalité, des lieux où il n'était plus possible d'embrasser le paysage avec perspicacité ». Pour Elza Peixoto, ses panoramas voulaient donner au spectateur « l'impression la plus complète de l'ensemble », en le surprenant par « une vue que peut-être il n'aurait jamais imaginée si ce n'était par ce moyen, car, pour l'exécution du panorama, il [le peintre] a dû grouper et condenser tout cet immense paysage », donnant à l'observateur l'impression illusoire qu'il détient une sorte de maîtrise du monde, placé là sous ses yeux pour sa consommation et son plaisir, un effet semblable à celui obtenu par le théâtre et le cinéma.
Le but principal de ces peintures, selon Makowiecky, était de montrer aux Européens « non seulement la beauté, mais aussi le degré de développement urbain, commercial et industriel de la capitale de l'Empire et qui servirait de propagande pour les émigrants à l'époque où le Brésil s'occupait de l'abolition de l'esclavage ». Comme le raconte Elza Ramos Peixoto, « elle était peinée de voir l'ignorance totale que les Européens avaient alors du Brésil ». Il leur attribuait en outre une fonction pédagogique, les exposant avec des dépliants didactiques destinés en particulier aux écoliers, détaillant l'histoire de la création de l'œuvre, les accidents géographiques, les personnages et les bâtiments représentés et leur signification. Le peintre a déclaré : « Qui sait combien de ces enfants visiteurs garderont une impression si profonde de ce qu'ils ont vu là qu'un jour ils seront attirés par cette œuvre et feront partie de notre communauté nationale? » La presse a fait l'éloge de ces œuvres pour le grand effet d'illusion que l'auteur a réussi à imprimer aux scènes, comparant son talent à celui du Grec Apelle, et un commentateur de la Gazeta de Notícias a souligné : « Il m'était difficile de réaliser où finissait la réalité et où commençait l'illusion. Jamais, devant aucun tableau, je n'ai reçu une impression artistique plus saisissante ».
Peu avant sa mort, le peintre avait fait don de ses panoramas au Musée national, dans le Parc de Boa Vista. On ne sait pas exactement ce qu'ils sont devenus, mais le fait est qu'ils ont fini endommagés et perdus. De plus, la manipulation des œuvres, toutes immenses, était extrêmement compliquée ; les plus grands des panoramas avaient utilisé plus de trois tonnes de peinture à eux seuls, et comme ils n'avaient pas de cadre fixe, ils s'abîmaient un peu plus à chaque manipulation. Depuis la donation en 1902, le danger de détérioration des œuvres avait déjà été signalé dans un rapport. Les années ont passé jusqu'à ce qu'en 1910, lors de la rénovation du musée, João José da Silva, restaurateur de l'École des Beaux-Arts, soit désigné pour les localiser et faire une inspection. Il a dit les avoir trouvés déjà proches de la décomposition dans trois grandes boîtes pourries, abandonnées dans un pavillon en ruine, sale et détrempé, et a mentionné qu'il avait été informé qu'avant d'être amenés là, ils avaient été laissés dehors pendant longtemps, dans une cour de ferme. Ils ont ensuite été à nouveau exposés aux intempéries, enroulés, on ne sait par qui, dans trois grands cylindres et laissés dans la cour du musée sans aucune protection ni couverture, où ils sont restés pendant des mois, dans l'attente d'une solution bureaucratique à leur cas, qui n'est jamais venue.
Le sort final des panoramas est nébuleux. Selon Sandra Makowiecky, « il aurait été question d'en faire un feu de joie. D'autres pensent qu'ils étaient coupés en morceaux pour servir de couverture aux meubles et autres matériaux transportés dans des brouettes. On croit même qu'une partie d'entre eux a été jetée à la mer. » L'artiste espérait être reconnu par les générations futures grâce à ces grands panoramas, cependant, il n'en reste que quelques études.

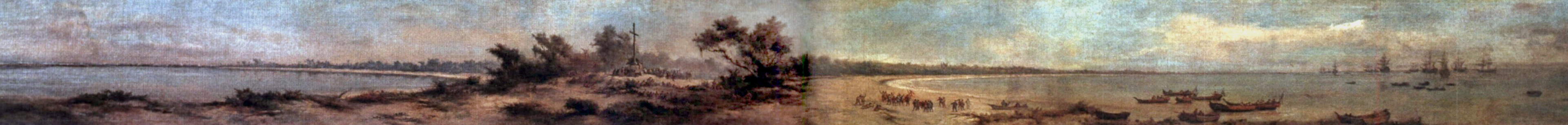
Étude pour le (1893, Musée national des Beaux-Arts du Brésil).

## Réception et postérité
Victor Meirelles était l'un des plus brillants diplômés de l'Académie impériale et l'un des premiers maîtres nationaux à être reconnu à l'étranger. À son apogée, il était l'un des artistes les plus respectés de l'empire du Brésil et l'un des plus estimés par l'administration. Pour les critiques sensibles au programme civilisateur de Pierre II, la génération de Meirelles, dans laquelle Pedro Américo et lui-même se distinguent comme les plus grands, est la fondatrice de l'école nationale de peinture moderne, et donc considérée comme la véritable avant-garde de l'époque. Il a été le professeur de nombreux peintres qui se sont fait connaître par la suite, parmi lesquels Antônio Parreiras, Belmiro de Almeida, Décio Villares, Eliseu Visconti, Oscar Pereira da Silva, João Zeferino da Costa, Modesto Brocos, Rafael Frederico, Rodolfo Amoedo, et José Ferraz de Almeida Júnior.
Sa production la plus importante, reconnue de son vivant, est celle qu'il a laissée dans la peinture d'histoire, le genre académique par excellence, et bien que ses portraits et ses paysages aient également été loués en son temps, ils sont aujourd'hui plutôt oubliés par la critique. Parmi ses peintures d'histoire, l'œuvre capitale est sans aucun doute Primeira Missa no Brasil, pour laquelle il est devenu le plus connu et célébré jusqu'à aujourd'hui. En 1861, récemment achevé, il a été accepté avec éloges par le jury du Salon de Paris, un exploit sans précédent pour un artiste brésilien. La richesse des détails du tableau, représentant de multiples expressions et situations, ses qualités évocatrices, techniques et esthétiques, ont éternisé la version officielle de la découverte du Brésil comme un acte héroïque et pacifique, célébré dans l'œcuménisme par les colonisateurs et les indigènes,,. Jorge Coli, reflétant le consensus des critiques, écrit : « Meirelles a atteint la rare convergence des formes, des intentions et des significations qui font qu'un tableau entre puissamment dans une culture. Cette image de la découverte ne sera pratiquement jamais effacée, ni remplacée. Il s'agit de la première messe au Brésil. Ce sont les pouvoirs de l'art qui fabriquent l'histoire. » Ses panoramas, à leur tour, ont été reçus avec beaucoup d'enthousiasme, mais aujourd'hui, alors qu'il ne reste que des esquisses préparatoires, on ne peut que conjecturer sur leur aspect et leur qualité réels,.

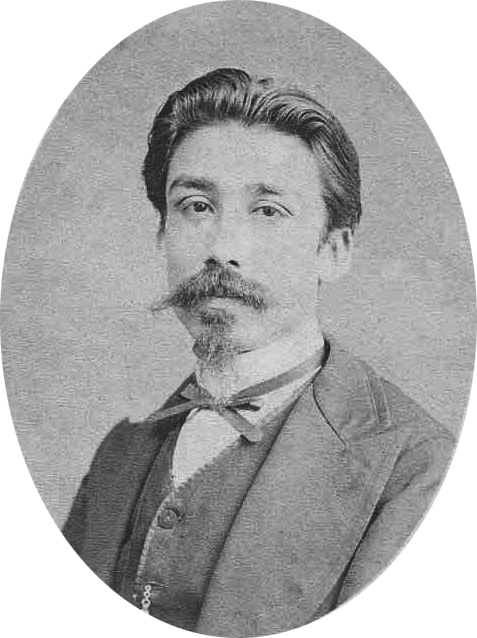
Pedro Américo en 1871, M. Nogueira da Silva.

Mais s'il a gagné des admirateurs, il a aussi gagné de nombreux opposants, qui le considéraient comme dépassé et ne voyaient dans les conventions académiques qu'une artificialité et une rhétorique dépourvue de sens pour les temps nouveaux. Si, d'une part, la Première Messe lui a valu des honneurs tels que l'Ordre de la Rose, elle a également donné lieu à ses premières critiques, précisément pour ce qu'il considérait comme un « excès d'imagination » et une infidélité à la réalité. L'exposition d'une autre de ses grandes compositions, Batalha dos Guararapes, aux côtés de la Batalha do Avaí de Pedro Américo, au Salon de 1879, a donné lieu à un débat public sans précédent sur la scène artistique brésilienne. On estime qu'environ 80 articles ont été publiés sur l'événement, inaugurant une période fertile pour la formation d'un corps de critique national sur l'esthétique et l'idéologie, abordant les questions brûlantes de l'époque telles que le nationalisme, la fonction de la critique et l'opposition entre l'avant-garde et la tradition académique. Cette exposition est également devenue mémorable parce qu'elle a réussi à mobiliser la quasi-totalité de la population de Rio de Janeiro, avec 292 286 visites enregistrées sur une période de 62 jours, démontrant l'énorme intérêt de la population générale pour l'agitation artistique de l'époque et les thèmes nationalistes. À l'époque, Meirelles a tout entendu, passant de génie et maître à farceur et incompétent, marquant le moment où sa brillante carrière a commencé à décliner. L'avancée irrésistible de l'esthétique moderniste se reflétait en lui, et de façon particulièrement poignante en raison de sa grande importance personnelle et de sa position de grand symbole de l'académisme, qui s'opposait à tout ce qu'il représentait,,. La critique incisive de Gonzaga Duque, dont un exemple a été donné précédemment, était légère comparée à celle d'Angelo Agostini, qui excellait dans le sarcasme. Parlant de Guararapes, et répondant à la déclaration d'intentions du peintre (mentionnée précédemment), il a dit que tout était faux, tout était un montage, une fantaisie et une convention, ne correspondant en rien aux événements et aux sentiments qui auraient dû avoir lieu dans la véritable conflagration :

« M. Meirelles, « qui ne veut que bien faire les choses », avoue qu'il a modifié les faits, qu'il est allé à l'encontre de l'histoire, qu'il n'a pas peint la bataille de Guararapes, mais une rencontre heureuse et amicale, au cours de laquelle Barreto de Menezes a embrassé Van Schoppe, Fernandes Vieira à Felipe Camarão, et Henrique Dias a salué Vidal de Negreiros dans sa propre langue : - Bença, my sá moço ! […] La bataille des Guararapes n'est donc pas un tableau historique, comme l'indique le titre et l'affirme le catalogue, […] mais une caricature pour rire, un combat à plaisanterie, comme ceux des Maures et des Chrétiens, que nous offrait le théâtre São Pedro de Alcântara, ancienne édition ! […] La bataille des Guararapes n'est pas la bataille des Guararapes, c'est une réunion heureuse dans laquelle les héros de l'époque se sont retrouvés tous ensemble […] et ont dansé le menuet. »

Il convient également de noter son intérêt personnel pour la fonction éducative de l'art, ainsi que le fait qu'il y voyait un excellent moyen de faire connaître le Brésil à l'étranger, ce qui correspondait au programme officiel du gouvernement. Selon Sandra Makowiecky, Carlos Coelho et d'autres, cela était particulièrement clair dans ses panoramas,. Avec ces œuvres, Meirelles a fait un grand pas vers la sensibilité moderne, ce qui rend la critique de son supposé anachronisme quelque peu injuste. En même temps, le Panorama do Rio a dû être, d'après ce que l'on peut voir dans les études conservées, un témoignage fascinant de la physionomie de la ville dans une phase de grands changements urbanistiques et architecturaux,,.
Ainsi identifié à l'Empire, les critiques négatives s'accentuent avec l'avènement de la République, et finissent par l'emporter, le jetant dans l'ostracisme. Mais il n'a jamais été complètement oublié. Ses élèves ont conservé nombre de ses enseignements et les ont relayés, lorsque ses panoramas ont été redécouverts en 1910, on s'est souvenu de lui comme d'un artiste exceptionnel — ce qui rend d'autant plus paradoxal le sort malheureux réservé aux panneaux —, et en 1924, le moderniste Ronald de Carvalho l'a décrit comme l'un des principaux artistes du XIXe siècle, louant sa sensibilité à la nature, à la lumière et à l'« atmosphère », son dessin correct, sa technique exquise et ses compétences de peintre de paysage et de panorama.

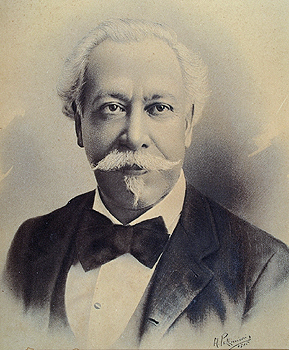
Portrait posthume de Victor Meirelles par A. Pelliciari (1915,).

Sa figure a été retrouvée avec plus de force après les célébrations du centenaire de sa naissance, en 1932, lorsqu'il a été salué comme un humaniste, un martyr et un peintre de l'âme nationale. Aujourd'hui, ses œuvres se trouvent dans les plus grands musées nationaux brésiliens et n'ont cessé d'intéresser les critiques d'art et les chercheurs, et des rues et des écoles portent son nom. Il a été biographié par Carlos Rubens, Argeu Guimarães, Angelo de Proença Rosa et d'autres, et le musée Victor Meirelles (pt), situé dans sa ville natale de Florianópolis, se consacre à la préservation de sa mémoire, en plus du musée d'art de Santa Catarina (pt) qui organise un Salon national portant son nom,. Le musée Victor Meirelles a lancé en 2006 un projet visant à recenser et cataloguer systématiquement l'ensemble de son œuvre. Selon Sandra Makowiecky, il est pour beaucoup le plus grand peintre brésilien du XIXe siècle. Meirelles, ainsi que son plus grand rival, Pedro Américo, ont réussi à façonner des images d'une grande puissance évocatrice, qui restent à ce jour vivantes dans la mémoire collective de la nation comme la visualisation canonique de certains de ses principaux mythes fondateurs,,,. Mário Coelho offre une synthèse de sa figure :

« Meirelles a connu la gloire des décorés, la critique des pamphlets, il était traditionnel, il produisait des œuvres solides, des images « éternisées », et [il était] novateur, adhérant à l'éphémère et à la mode des panoramas. Il participe à cette conception de la modernité située entre l'éternel et le fugitif, dans la convivialité de Paris, « la capitale du XIXe siècle ». Il a quitté un petit village — Nossa Senhora do Desterro, où, avec des notions de base de dessin géométrique, il a réussi à enregistrer sa ville. Il a été étudiant et professeur à l'Académie impériale des beaux-arts (du Brésil), a participé à la formation d'une génération de peintres, a écrit sur son propre travail, le justifiant et l'expliquant, a argumenté de manière critique à plusieurs reprises, a mis des annonces dans les journaux, mais surtout, il a peint toute sa vie, en Europe et au Brésil. Il a beaucoup voyagé, a appris à connaître l'art de son époque. Il n'a pas eu peur d'innover et d'utiliser des technologies qui étaient méprisées par beaucoup, notamment la photographie. Il savait tirer parti de la construction du paysage, dans le détail des portraits. Il a entrevu dans les panoramas la possibilité de montrer son grand art, scandaleusement monumental même aux yeux d'aujourd'hui. […] Peut-être a contrario s'est-il aventuré dans une histoire de la peinture comme peu auraient le courage de le faire. »